# 17区 (パリ)

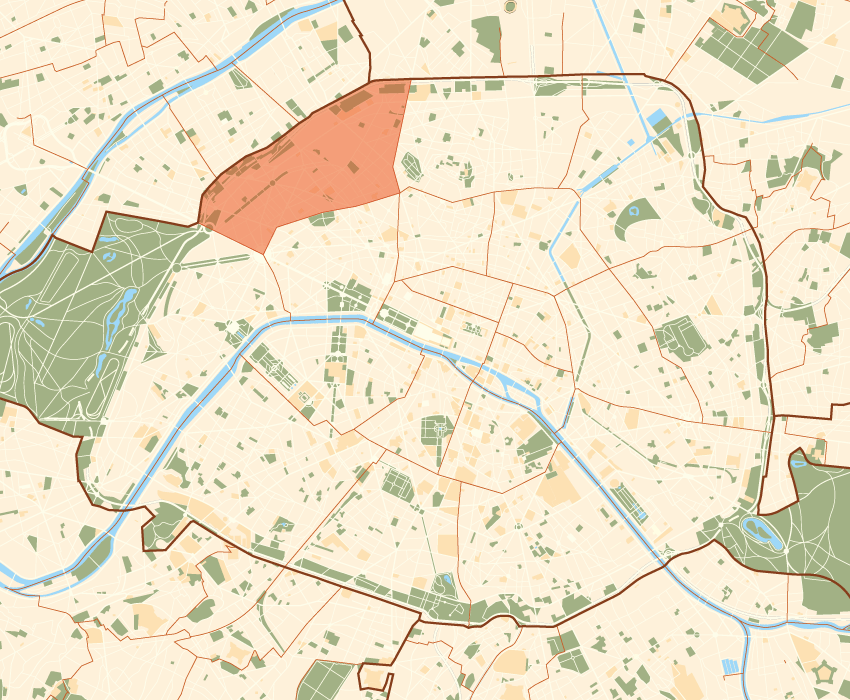
パリ・17区の位置

パリの17区  (17く、仏: 17e arrondissement de Paris) は、フランスの首都・パリ市を構成する20の行政区のひとつである。第17区、パリ17区ともいう。市の北西部にあり、セーヌ川の北側に位置している。

## 概要
パリの17区は、市の北西部にある行政区。「バティニョール＝モンソー区 (Arrondissement de Batignolles-Monceau)」と呼ばれることもある。セーヌ川の北の地域にある。北から西にかけて、ペリフェリック （パリ環状道路）に沿う形で市の境界線が敷かれており、北の一部がセーヌ＝サン＝ドニ県に接しているほかは、オー＝ド＝セーヌ県に接している。人口は、160,860人 (1999年。人口の推移等詳細については後述）。

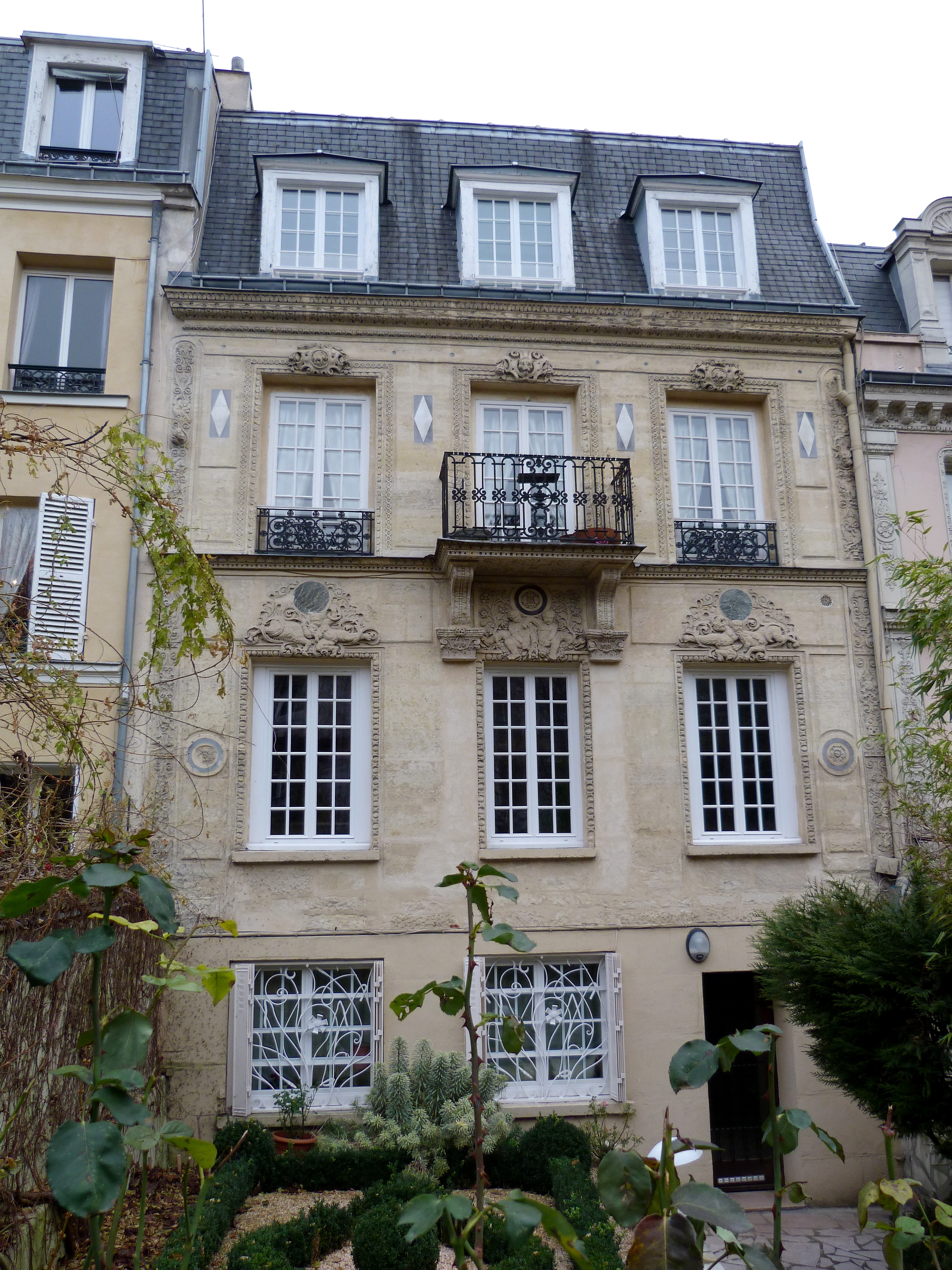
シテ・デ・フルー(ル) (Cité des Fleurs) のメゾン

区の名称は、市の中央部から時計回りに螺旋を描くようにして各区に付けられた番号を基にしており、当区はその17番目にあたることから、「17区」と名づけられた。17区の主要な施設としては、パレ・デ・コングレ、エコール・ノルマル音楽院（音楽師範学校）、バティニョール公園などのほか、8区、16区との境界に凱旋門がある。
16区や8区等に接する西側地域は一般住宅街、あるいは"プチ高級住宅街"とされているが、セーヌ＝サン＝ドニ県と接する東部地域周辺に差し掛かると18区同様、移民等"バンリューの問題"に突き当たることとなる。

## 地理

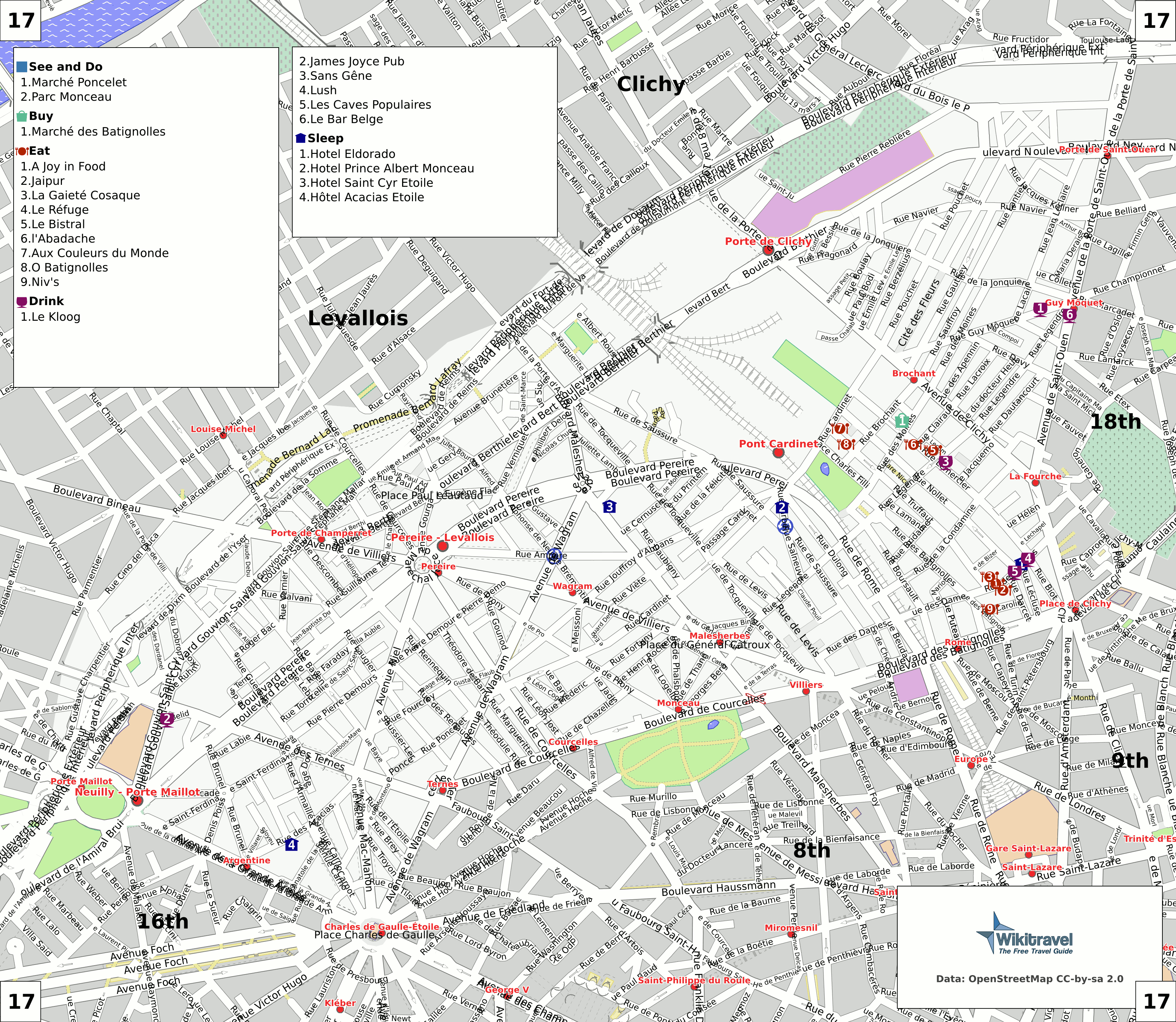
パリ・17区の概略図

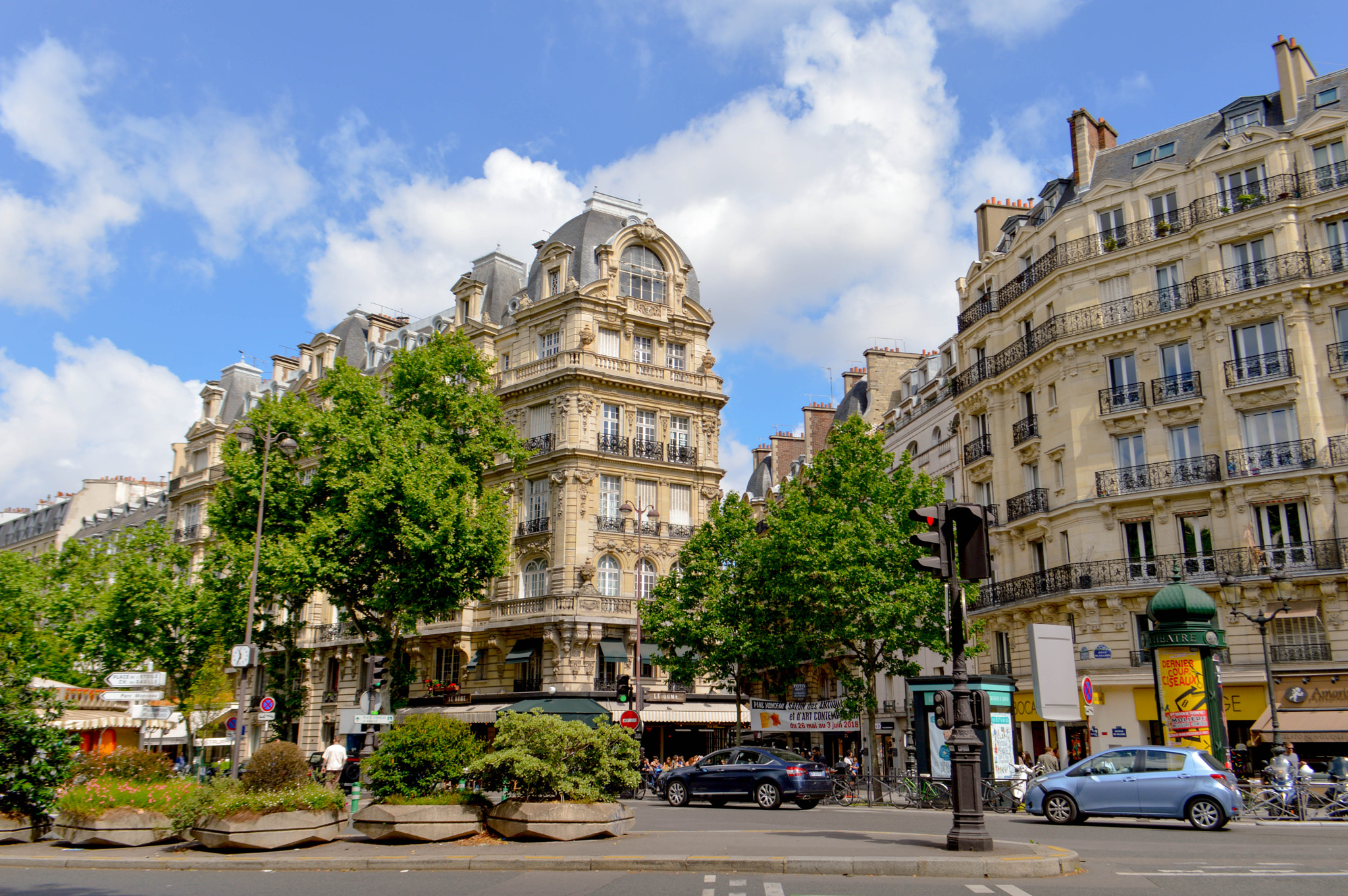
ヴィリエ大通り (Avenue de Villiers)、6月

17区は、パリの北西部に位置しており、"芸術の街・モンマルトルの丘"がある18区の真西にあたる。セーヌ川の北の地域にある。面積は、5.67 平方キロメートル。

北から西にかけて、ペリフェリックに沿う形で斜めに市の境界線が敷かれており、北のやや東寄りではセーヌ＝サン＝ドニ県の自治体であるサントゥアンに接し、北のやや西寄りから西にかけてはオー＝ド＝セーヌ県の各自治体、北はクリシー、北西はルヴァロワ＝ペレ、西はヌイイ＝シュル＝セーヌに接している。南は、シャルル・ド・ゴール広場以東は同じパリの行政区である8区（境目にあるモンソー公園は8区に属する）に、以西は16区に接している。東は18区に接している。

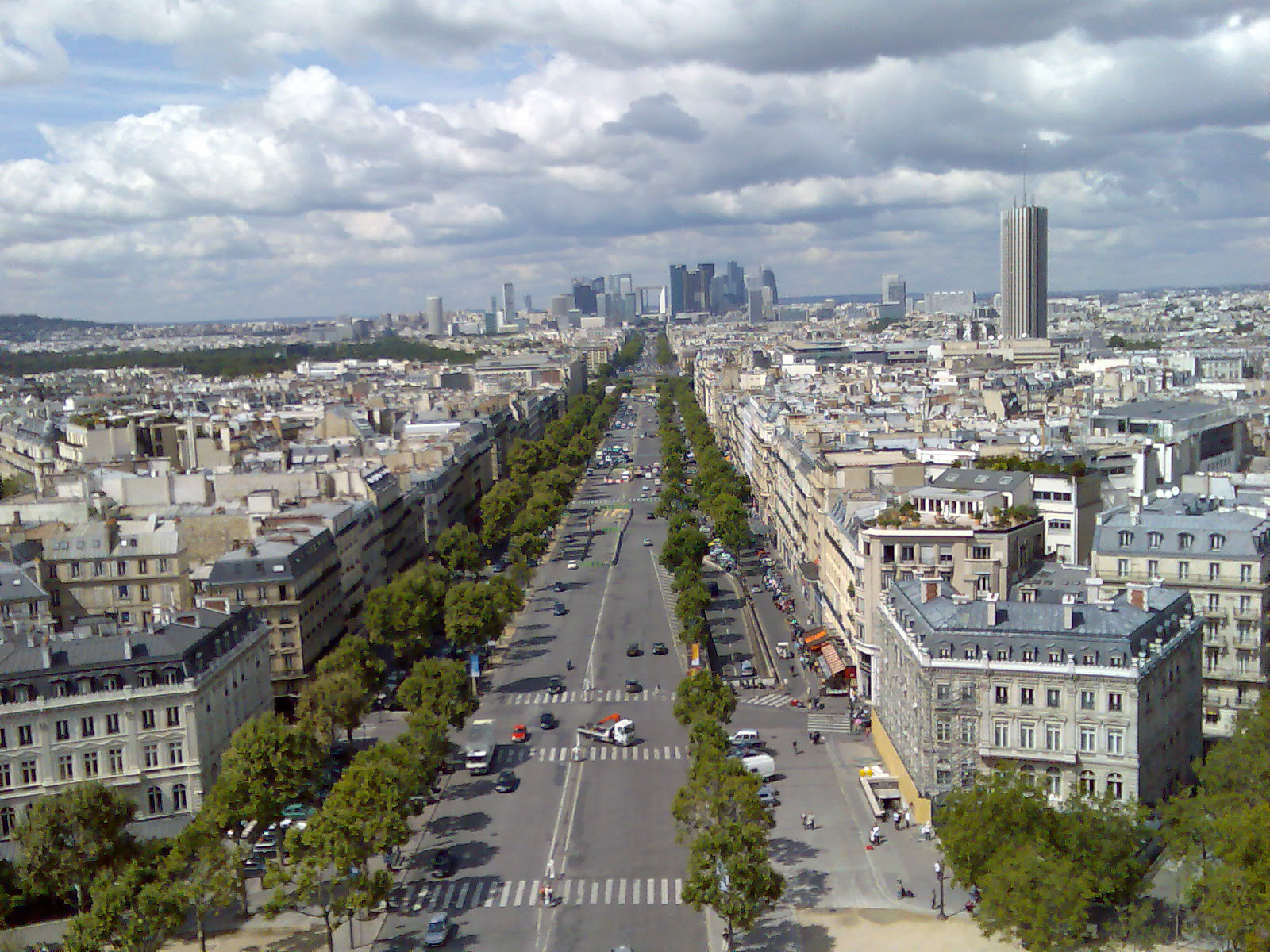
凱旋門から16区と17区の境界線を走るグランダルメ大通り、そしてラ・デファンスの眺め

### 隣接する自治体（行政区）
- パリの行政区のうち、以下の区。
  - 8区、16区、18区。
- オー＝ド＝セーヌ県のうち、以下の自治体。
  - クリシー、ヌイイ＝シュル＝セーヌ、ルヴァロワ＝ペレ。
- セーヌ＝サン＝ドニ県のうち、以下の自治体。
  - サントゥアン。

### 地区（カルチェ）

パリ・17区のカルチエ詳細図

パリの行政区は、それぞれ4つの地区（カルチェ）に区分されている。17区を構成する4地区のコードと名称は、次のとおりである。
- 65 - テルヌ地区 (Quartier des Ternes)
- 66 - プレーヌ・ド・モンソー地区 (Quartier de la Plaine-de-Monceaux)
- 67 - バティニョール地区 (Quartier des Batignolles)
- 68 - エピネット地区 (Quartier des Épinettes)

## 住民

### 人口
17区の人口は、1954年に231,987人となり、ピークに達した。しかし、その後は減少を続け、1999年にはピーク時の7割程度の160,860人となった。2005年の推計では160,300人と見積もられており、人口の更なる減少が見込まれている。
また、人口の減少とともに人口密度も減り続けており、1999年の人口密度は、ピーク時の7割程度の28,375人となっている。人口の推移の詳細は、次のとおりである。
| 年     | 区人口  | 市人口    | 区人口／市人口 | 区人口密度 | 市人口密度 | 備考                   |
| ------ | ------- | --------- | -------------- | ---------- | ---------- | ---------------------- |
| 1872年 | 101,804 | 1,851,792 | 5.50%          | 17,958     | 21,303     |                        |
| 1954年 | 231,987 | 2,850,189 | 8.14%          | 40,922     | 32,788     | 人口がピークに達する。 |
| 1962年 | 227,687 | 2,790,091 | 8.16%          | 40,164     | 32,097     |                        |
| 1968年 | 210,299 | 2,590,771 | 8.12%          | 37,096     | 29,804     |                        |
| 1975年 | 186,293 | 2,299,830 | 8.10%          | 32,862     | 26,457     |                        |
| 1982年 | 169,513 | 2,176,243 | 7.79%          | 29,902     | 25,035     |                        |
| 1990年 | 161,935 | 2,152,423 | 7.52%          | 28,565     | 24,761     |                        |
| 1999年 | 160,860 | 2,125,246 | 7.57%          | 28,375     | 24,449     |                        |
| 2005年 | 160,300 | 2,166,200 | 7.40%          | 28,277     | 24,920     | 人口は推計。           |

- 注意
  - 人口密度は、1平方キロメートルあたりの人口。区人口密度は、17区の面積を5.669平方キロメートルとして算出した。また、市人口密度は、森林部（ヴァンセンヌの森、ブローニュの森）を除くパリ市全体の面積（86.927平方キロメートル）をもとに算出した。
  - 1962年から1999年までの区人口及び市人口は、フランス国立統計経済研究所のデータ （Île-de-France ）を参考とした。

## 政治・行政・司法

### 主な官公庁・公共機関
- 第17区役所 （Mairie du 17e arrondissement） - 区の南東部、クリシー広場の近くにある。

## 経済

### 主な企業
- クラランス・グループ本社（Clarins Groupe） - 1954年創業のラグジュアリー化粧品会社。ポルト＝デ＝テルヌ大通り12番地 (12 Avenue de la Porte-des-Ternes) に所在する。

## 生活

### 墓地等
- バティニョール墓地 （Cimetière des Batignolles）

## 教育

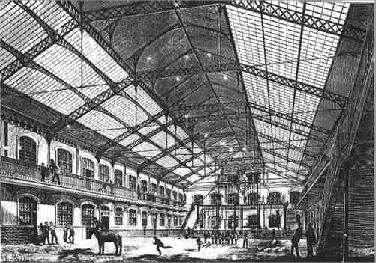
リセ・カルノ（Lycée Carnot)の前身エコール・モンジュ時代、1875-77年にギュスターヴ・エッフェルが建設したル・アル・エッフェル (Le hall Eiffel)

### 大学等
- エコール・ノルマル音楽院（音楽師範学校、École Normale de Musique de Paris）

### 高等学校等
- リセ・カルノ（Lycée Carnot） - 通常の中学校（コレージュ）〜高校（リセ）課程と、グランゼコール準備級課程を加えた公立校。主な卒業生ないし出身者については「Catégorie:Élève du lycée Carnot (Paris) (仏語版)」を参照。画家フランシス・ピカビア、元大統領ジャック・シラク（のちリセ・ルイ＝ル＝グランに転校）らが在籍した。日本人では明治維新草創期の徳川昭武がいる[4]。1940-44年の間、哲学者モーリス・メルロ＝ポンティが教師をしていた。
- リセ・アンテルナショナル・オノレ＝ド＝バルザック（lycée international Honoré-de-Balzac） -  オノレ＝ド＝バルザック国際高校。通常の中学校（コレージュ）〜高校（リセ）課程と、グランゼコール準備級課程を加えた公立校。
- サント＝ウルスル＝ルイーズ・ド・ベティニ（Sainte-Ursule - Louise de Bettignies） - 小学校（エコール・プリメール）〜 高校（リセ）課程の私立校。作家フランソワーズ・サガンなどが在籍した。

## 宿泊施設

### 主な宿泊施設
- オテル・ハイアット・リージェンシー・パリ・エトワール（hôtel Hyatt Regency Paris Étoile）
  - 旧名称はオテル・コンコルド・ラファイエット （Hôtel Concorde Lafayette）。パレ・デ・コングレに隣接するホテル。パリでは、エッフェル塔、トゥール・モンパルナスに次いで3番目に高い建物である [5]。

## 文化施設

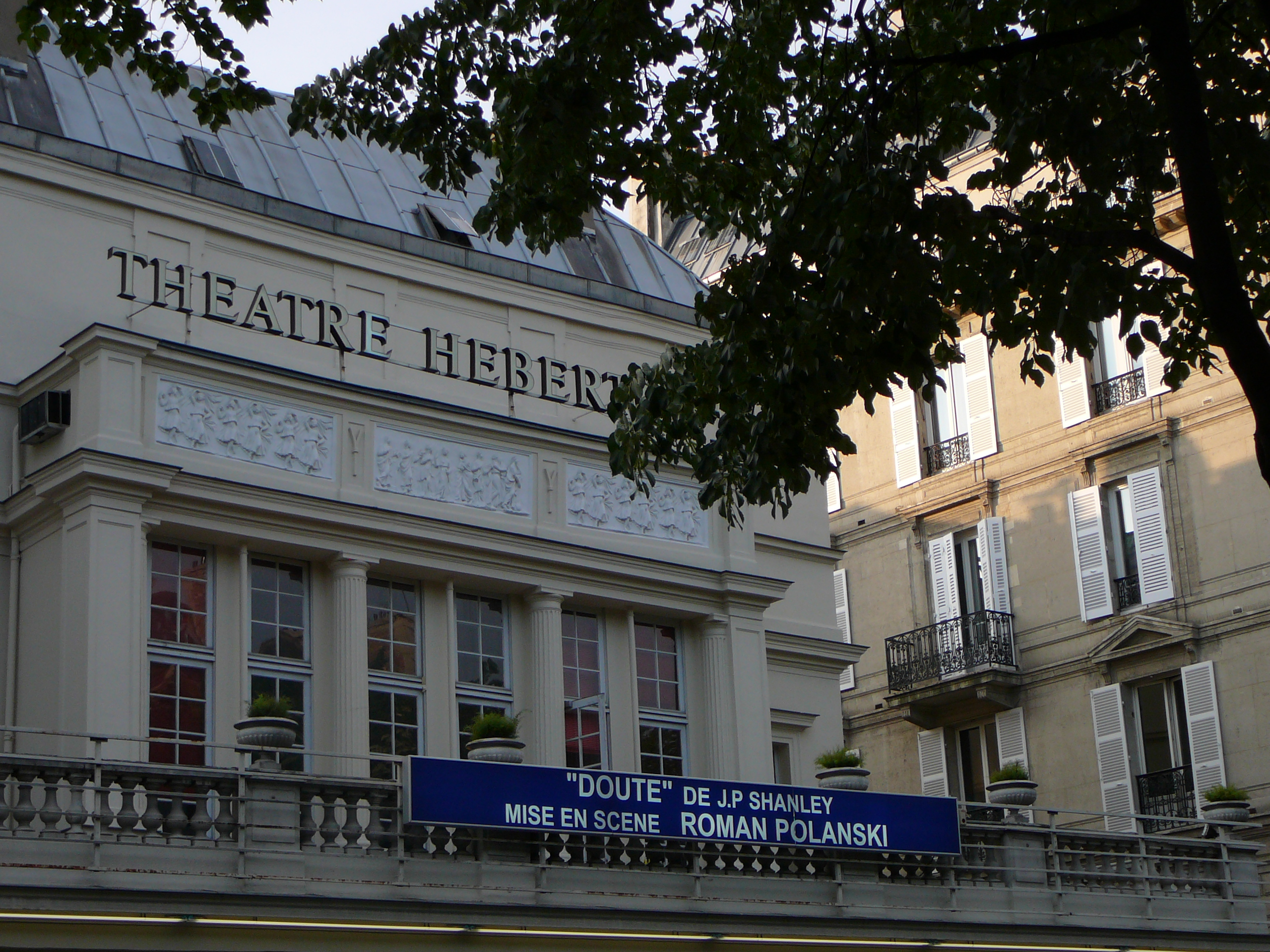
Le théâtre Hébertot, été 2006 (dernières dates de la pièce "Doute"、"ダウト 疑いをめぐる寓話"の最終公演期日).
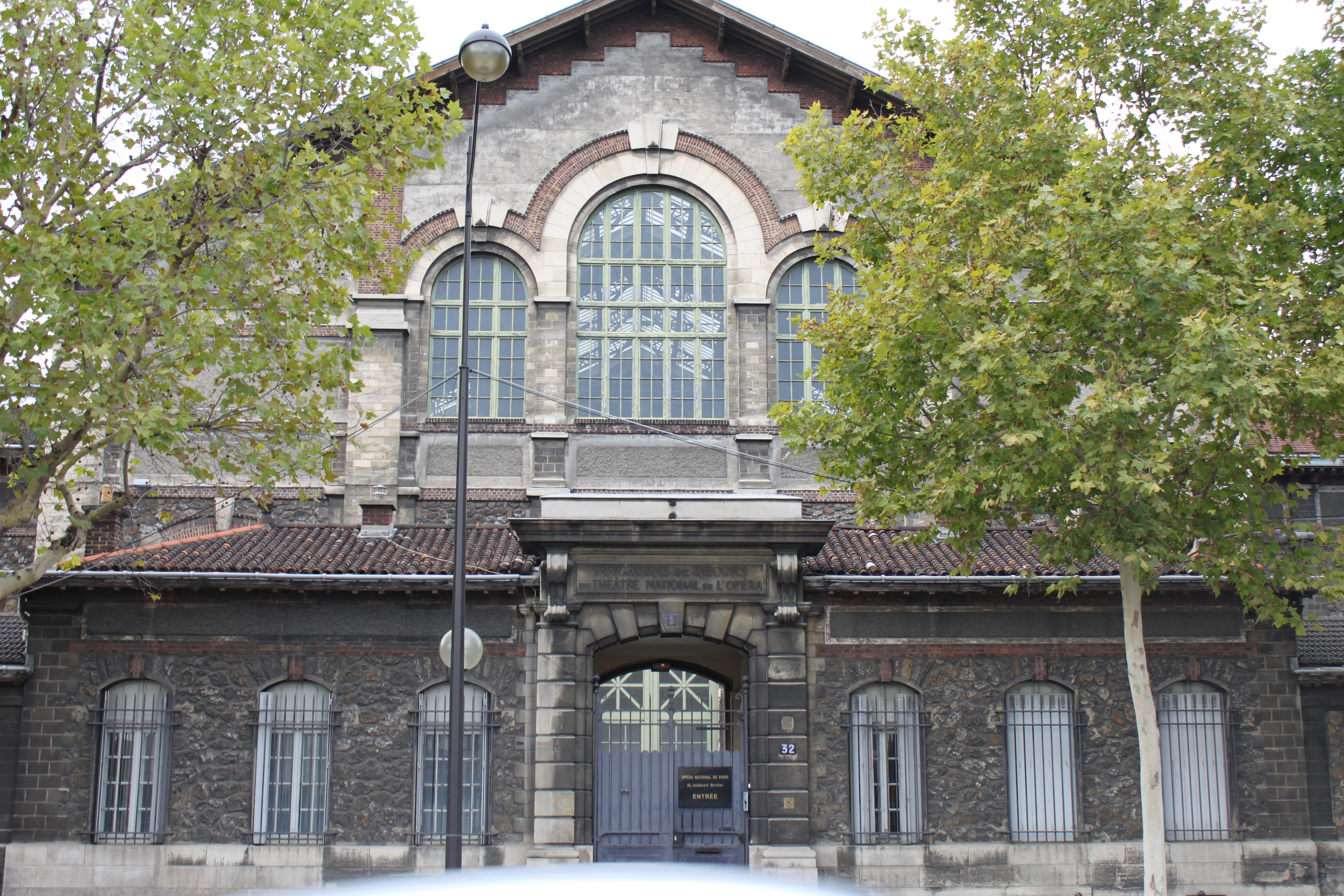
Ateliers Berthier, 32 boulevard Berthier, 1990

### 美術館・博物館
- エンネル美術館（Musée Henner） - ジャン＝ジャック・エンネルが描いた絵画を収蔵している。

### 映画館・劇場
- エベルト劇場（Théâtre Hébertot）
- アトリエ・ベルティエ（Ateliers Berthier） - 1895年 - 1898年の間、シャルル・ガルニエにより建造された、オデオン座の附属（第二）小劇場。

### その他
- 国立劇場センター（Centre National du Théâtre (CNT)） - ルジャンドル通り (Rue Legendre) 134番地にある。1993年開館。
- ヴァグラムホール（サル・ヴァグラム、Salle Wagram） - ヴァグラム通り (Avenue de Wagram) 39-41番地とモンテノッテ通り (Rue de Montenotte)￼ 5番地の交差地点にあるホール。19世紀初頭に建造され、かつては舞踏会（バル、Bal）が開かれ、また自転車の展示が中心だった初期のモンディアル・ド・ロトモビルが開催された。その後は演奏会やボクシングの試合など、多様な用途に用いられてきた。

## 宗教施設

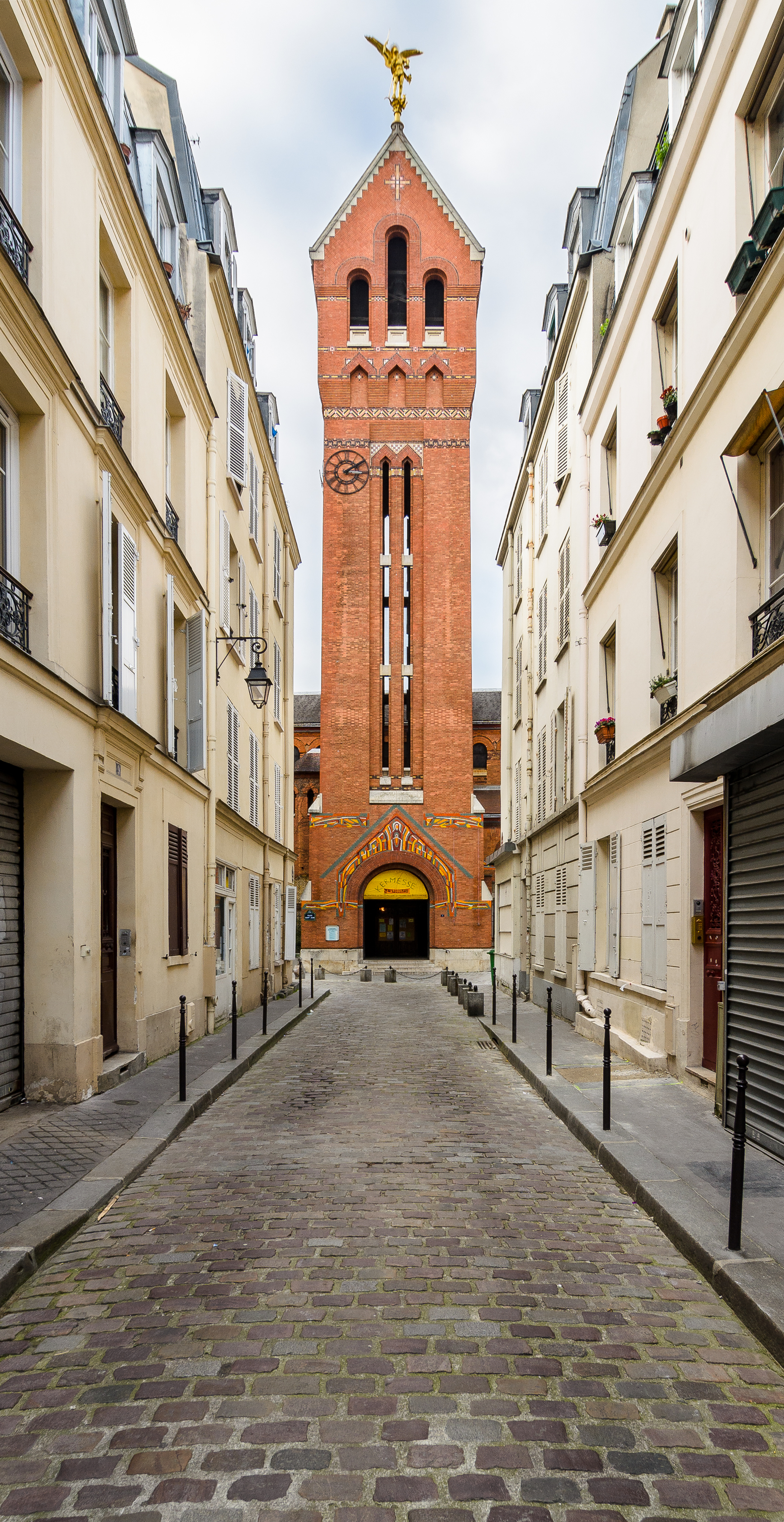
サン＝ミッシェル＝デ＝バティニョール教会
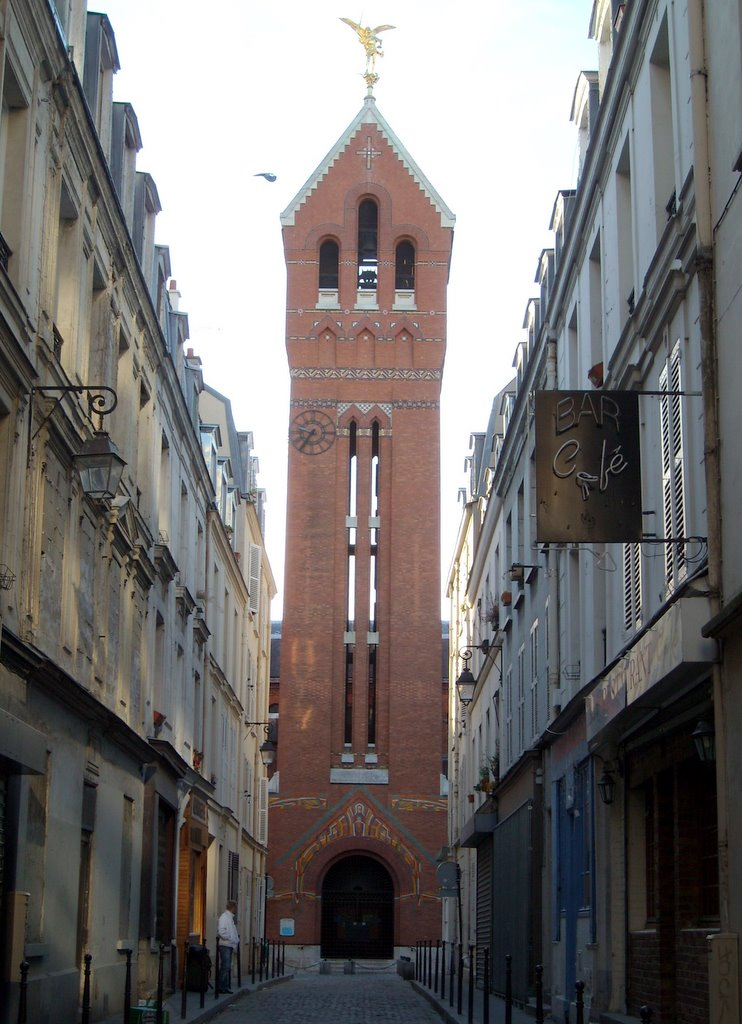
同サン＝ミッシェル＝デ＝バティニョル教会
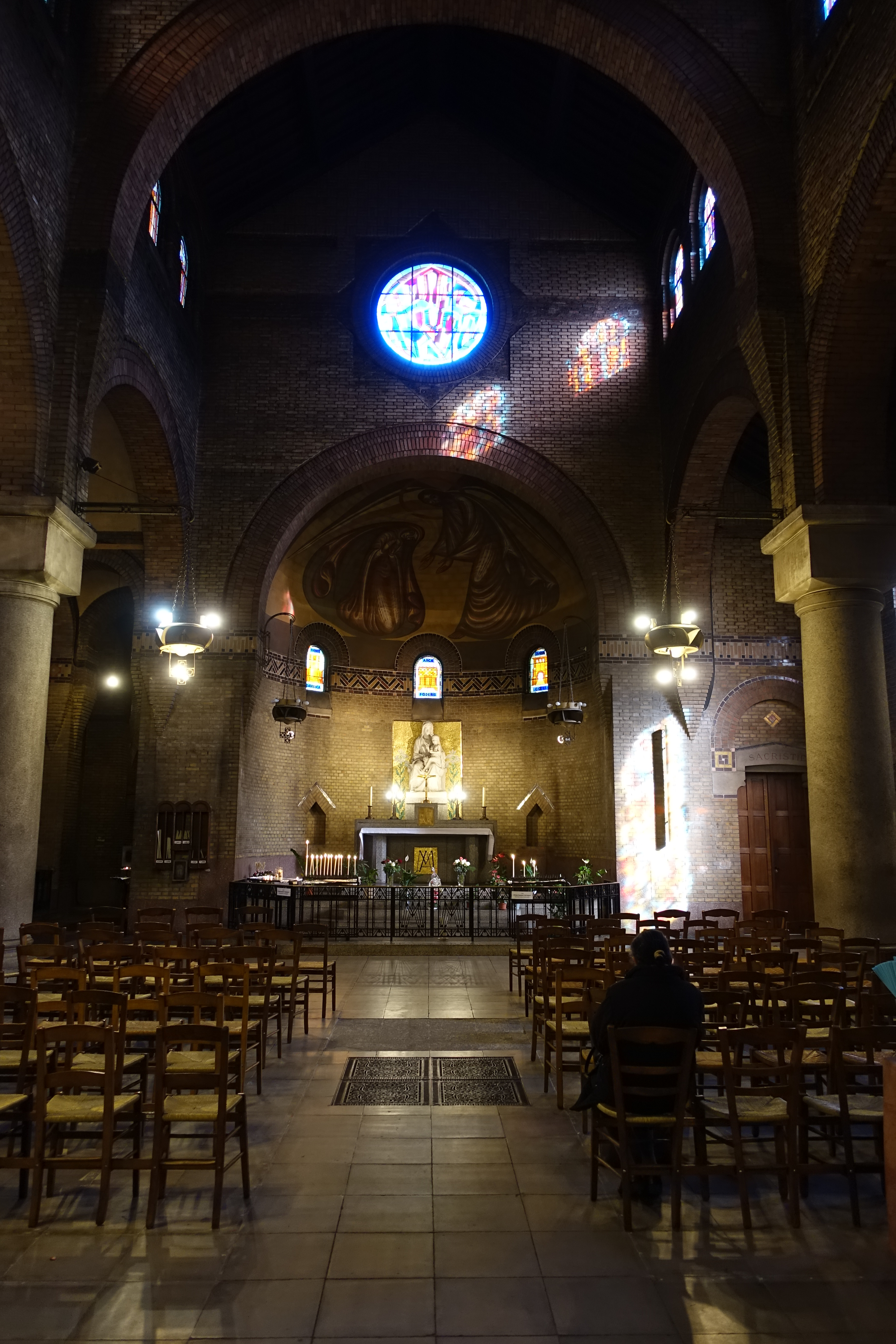
同サン＝ミッシェル＝デ＝バティニョール教会のクワイヤないし身廊
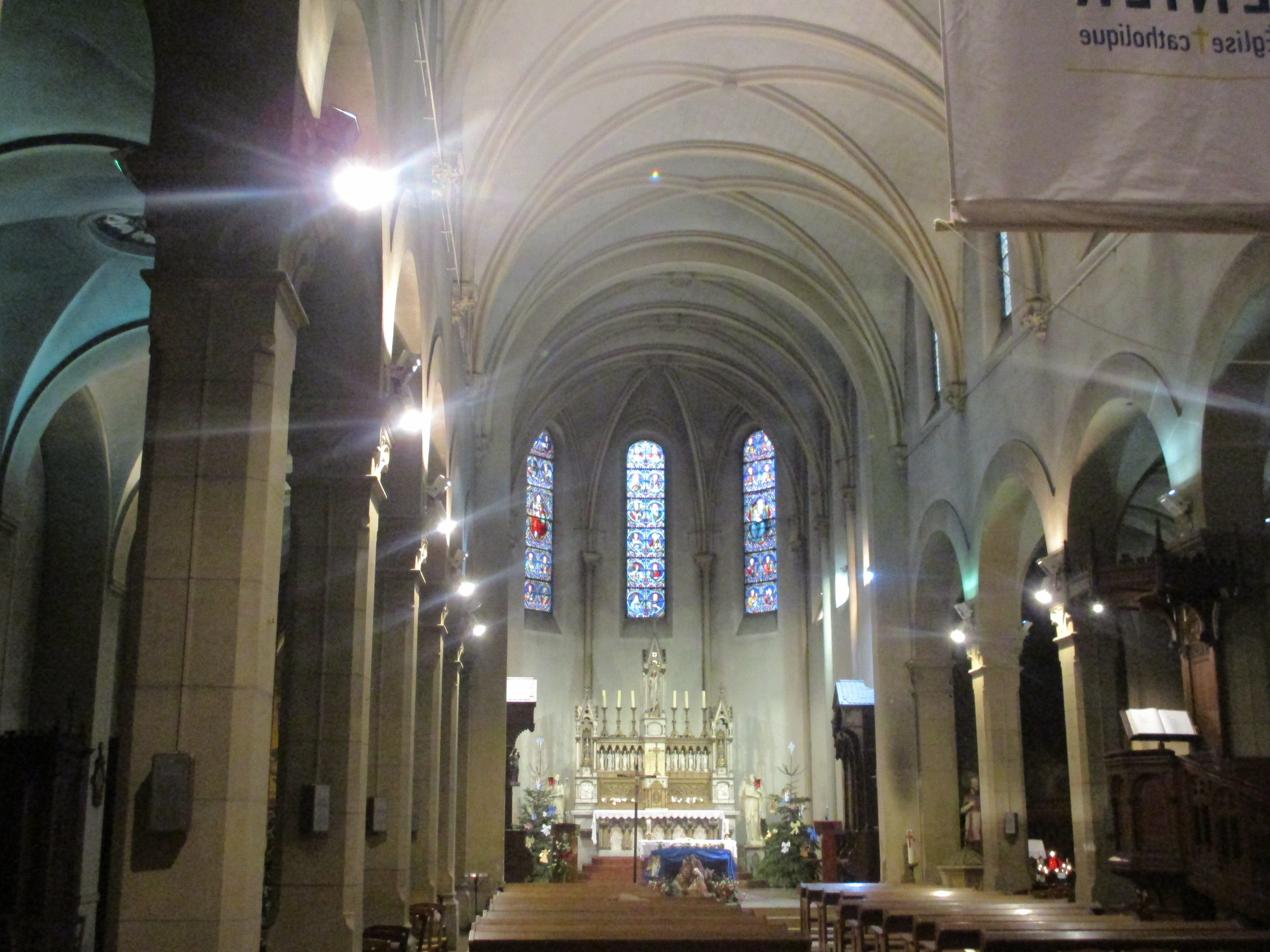
サン＝フランソワ＝ド＝サル・ド・パリ教会のクワイヤないし身廊 (Intérieur de l'église Saint-François-de-Sales (Paris XVIIe).)
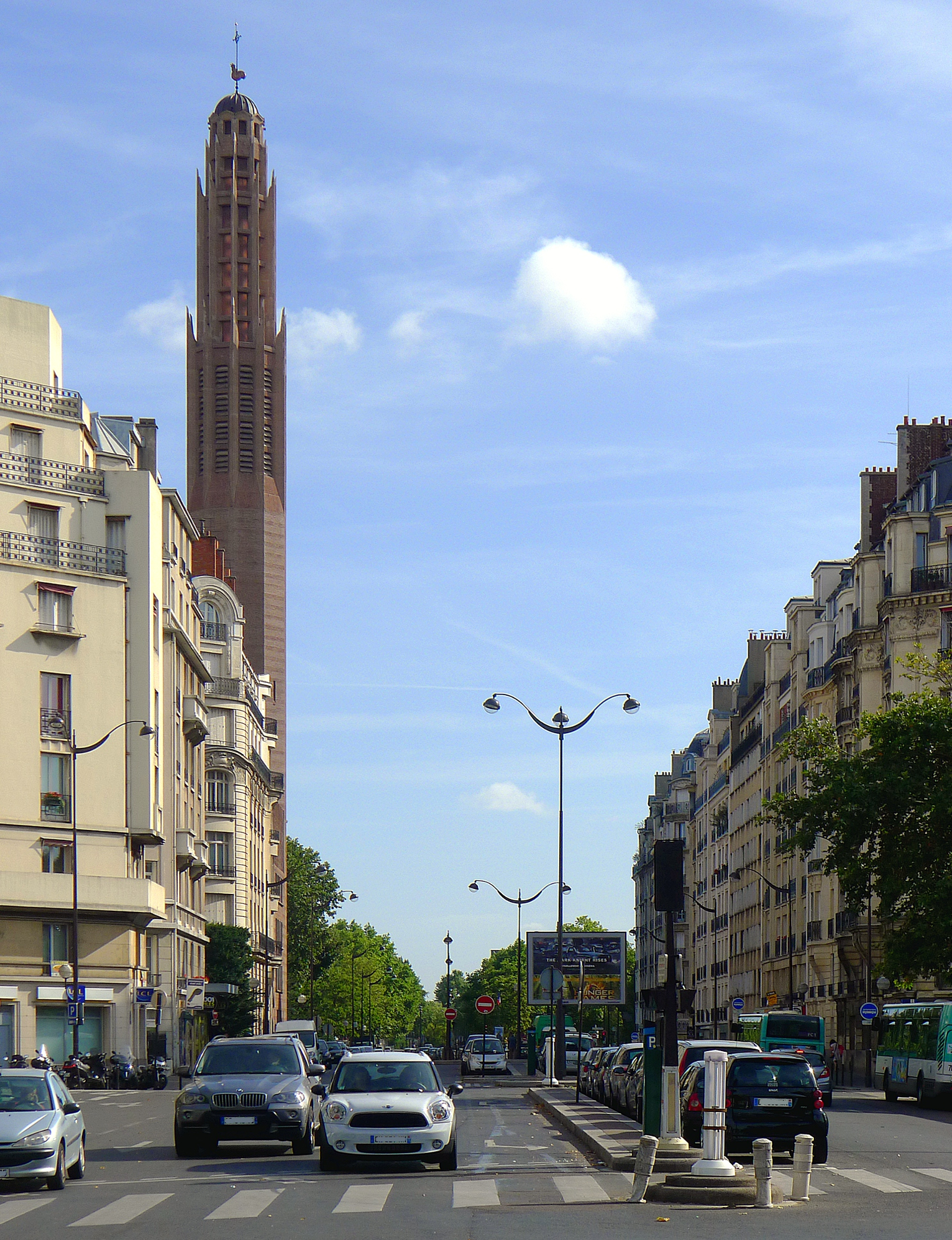
サント＝オディール教会
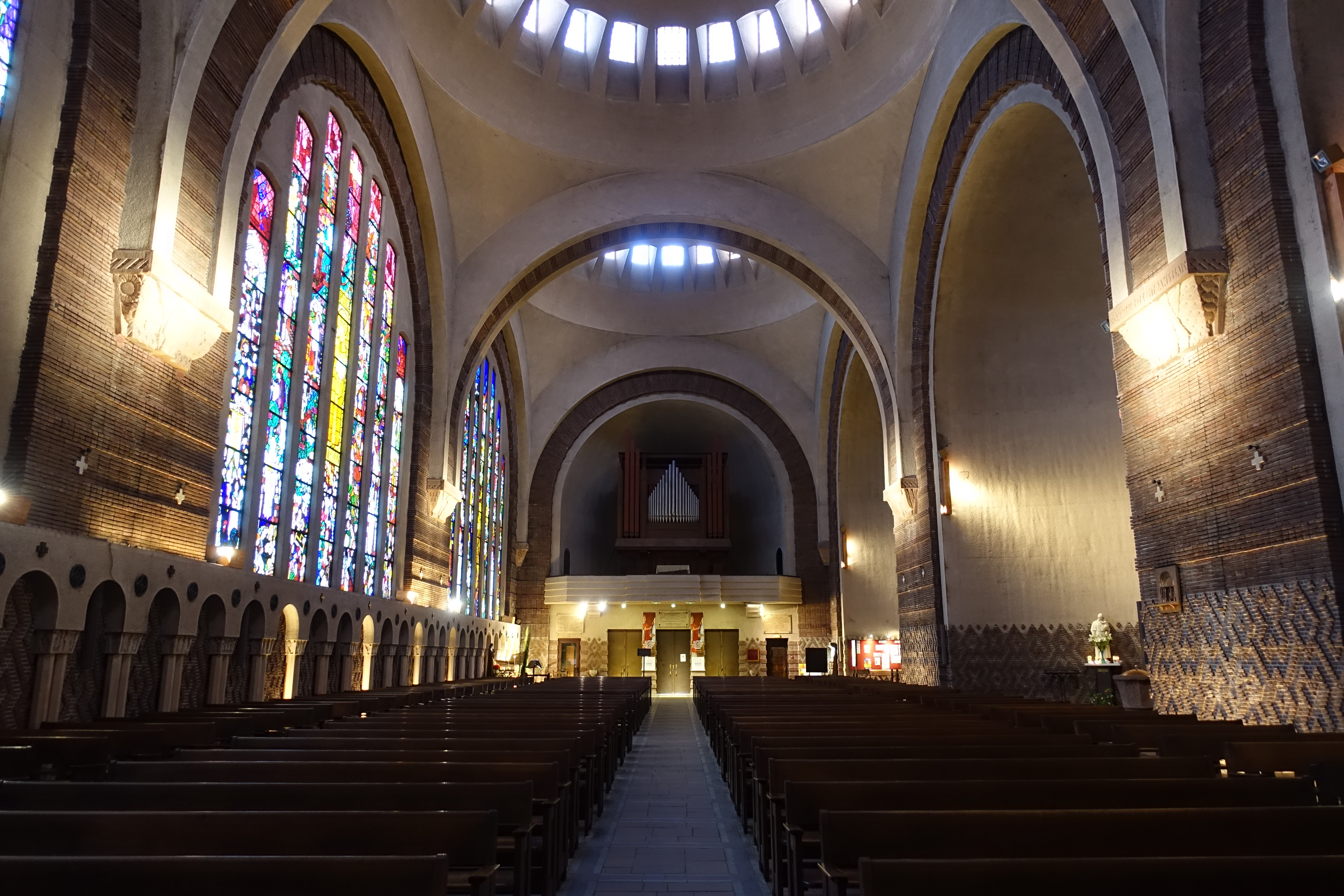
同サント＝オディール教会のクワイヤないし身廊
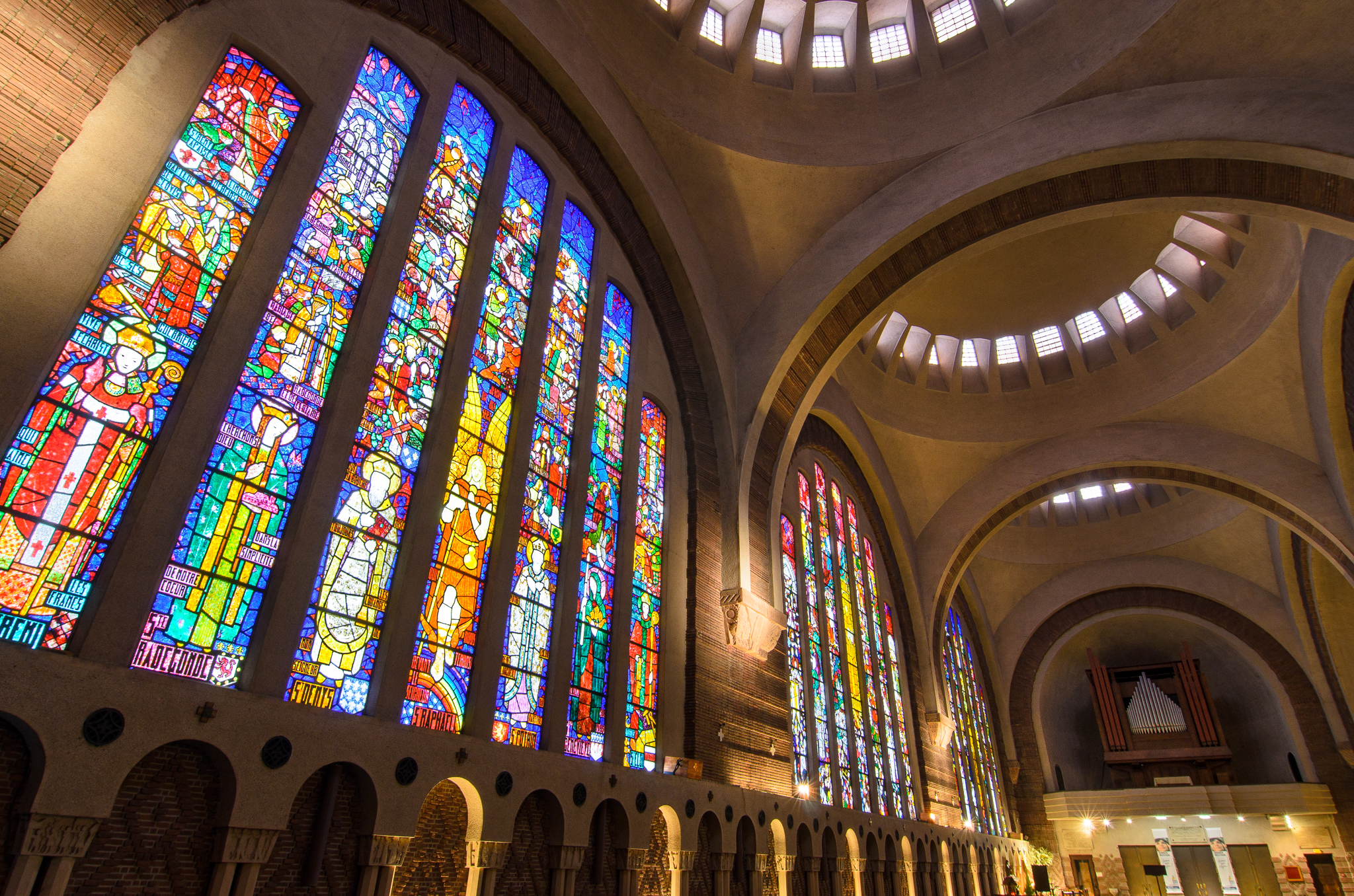
同サント＝オディール教会のステンドグラス
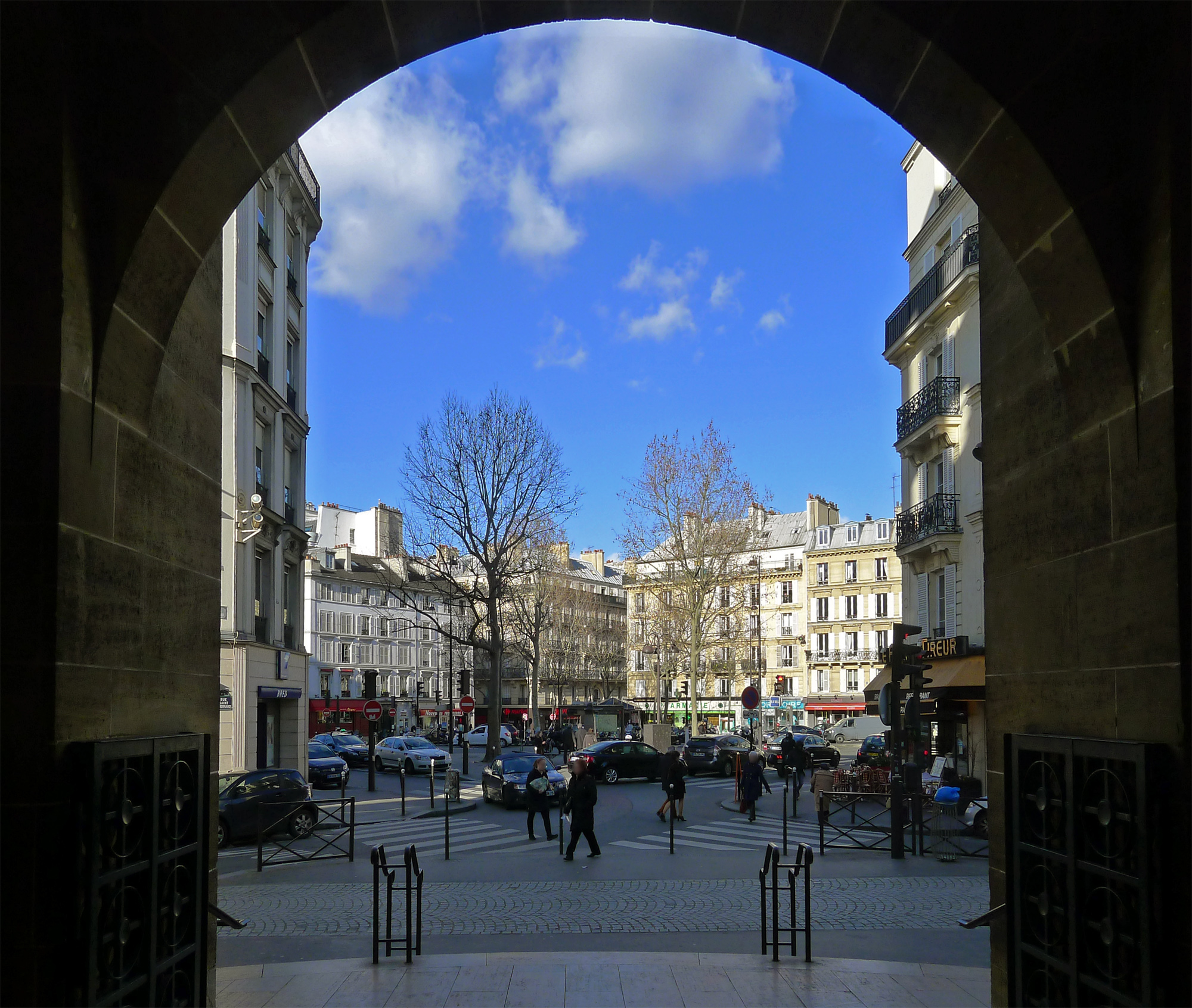
サン＝フェルディナン＝デ＝テルヌ教会から見るトリスタン＝ベルナール広場

### 教会・寺院
- サン＝フェルディナン＝デ＝テルヌ教会（Église Saint-Ferdinand-des-Ternes）
  - テルヌ地区トリスタン＝ベルナール広場 (Place Tristan-Bernard) 界隈にある1937-57年築ネオ・ビザンティン建築の教会
- サント＝オディール教会（Église Sainte-Odile de Paris）
  - プレーヌ＝ド＝モンソー地区ステファヌ＝マラルメ大通り (Avenue Stéphane-Mallarmé) にある1935-46年築ネオ・ビザンティン建築の教会。
- サン＝フランソワ＝ド＝サル・ド・パリ教会（Église Saint-François-de-Sales de Paris）
  - プレーヌ＝ド＝モンソー地区アンペール通り (Rue Ampère) 15番地にある。
- サント＝マリー＝デ＝バティニョール教会（Église Sainte-Marie-des-Batignolles）
  - 1828-51年築新古典主義建築の教会。
- サン＝ミッシェル＝デ＝バティニョル教会（Eglise Saint-Michel-des-Batignolles）
  - 18区との境界至近サン＝ジャン広場 (Place Saint-Jean) 界隈サン＝ジャン通り (Rue Saint-Jean) ないしパサージュ・サン＝ミシェル (Passage Saint-Michel) にある。

## 観光・憩い

### 建築
- エトワール凱旋門（Arc de triomphe de l'Étoile）
  - 8区、16区、17区の境界、シャルル・ド・ゴール広場（エトワール広場）に位置している。
- パレ・デ・コングレ（Palais des Congrès de Paris）
  - 大丸フランス - 1998年閉店

### 公園・緑地等
- エピネット公園 （Square des Épinettes）
- クリシー＝バティニョール公園 （Parc Clichy-Batignolles）
- ジャン・ルクレール公園 （Square Jean Leclaire）
- バティニョール公園 （Square des Batignolles）

## 交通

### 鉄道
- フランス国鉄 （Société Nationale des Chemins de Fer Français (SNCF)）
  - ポン＝カルディネ駅 （ガール・ド・ポン＝カルディネ、Gare de Pont-Cardinet）
    - サン・ラザール駅出発後の最初の鉄道駅。

- 地下鉄・メトロ （パリ交通公団（RATP）） （Métro）
  - ■1号線 （Ligne 1 du Métro）
    - ポルト・マイヨ駅 – アルジャンティーヌ駅 – シャルル・ド・ゴール＝エトワール駅

  - ■2号線 （Ligne 2 du Métro）
    - シャルル・ド・ゴール＝エトワール駅 – テルヌ駅 – クールセル駅 – モンソー駅 – ヴィリエ駅 – ローム駅 – プラス・ド・クリシー駅

  - ■3号線 （Ligne 3 du Métro）
    - ポルト・ド・シャンペレ駅 – ペレール駅 – ワグラム駅 – マルゼルブ駅 – ヴィリエ駅

  - ■6号線 （Ligne 6 du Métro）
    - シャルル・ド・ゴール＝エトワール駅のみ。

  - ■13号線 （Ligne 13 du Métro）
    - 北西方向からの分岐線と北東方向からの分岐線がラ・フルシュ駅で合流し、南に向かって伸びている。
    - 北西方向からの分岐線 : ポルト・ド・クリシー駅 – ブロシャン駅 - ラ・フルシュ駅
    - 北東方向からの分岐線 : ポルト・ド・サントゥアン駅 – ギー・モケ駅 - ラ・フルシュ駅
    - 北西及び北東方向からの分岐線の合流以降 : ラ・フルシュ駅 – プラス・ド・クリシー駅

- RER （フランス国鉄 (SNCF)／パリ交通公団（RATP）） （Réseau Express Régional d'Île-de-France）
  - ■A線 （Ligne A du RER）
    - シャルル・ド・ゴール＝エトワール駅のみ。

  - ■C線 （Ligne C du RER）
    - ポルト・ド・クリシー駅 - プレール＝ルヴァロワ駅 - ヌイイー＝ポルト・マイヨ駅

### 高速道路・有料道路
- ペリフェリック （パリ環状道路） （Boulevard Périphérique）
  - ポルト・マイヨ - ポルト・ド・シャンペレ - ポルト・ダスニエール - ポルト・ド・クリシー - ポルト・ド・サントゥアン

### 道路

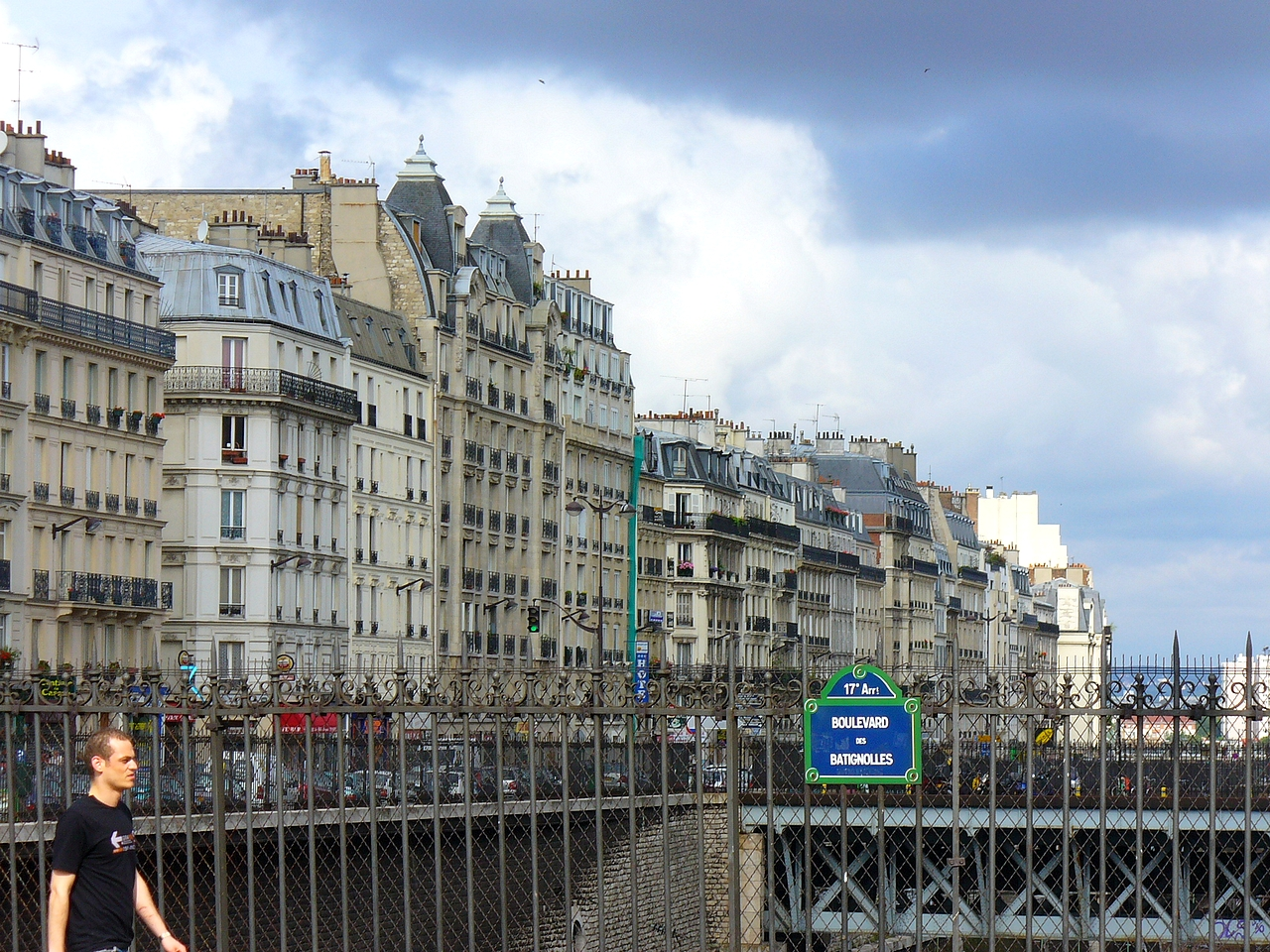
ローム(ローマ)通り (Rue de Rome) から見る, 東西に交差する8区区境を走るバティニョール大通りと、サン＝ラザール駅からの鉄道線路帯。
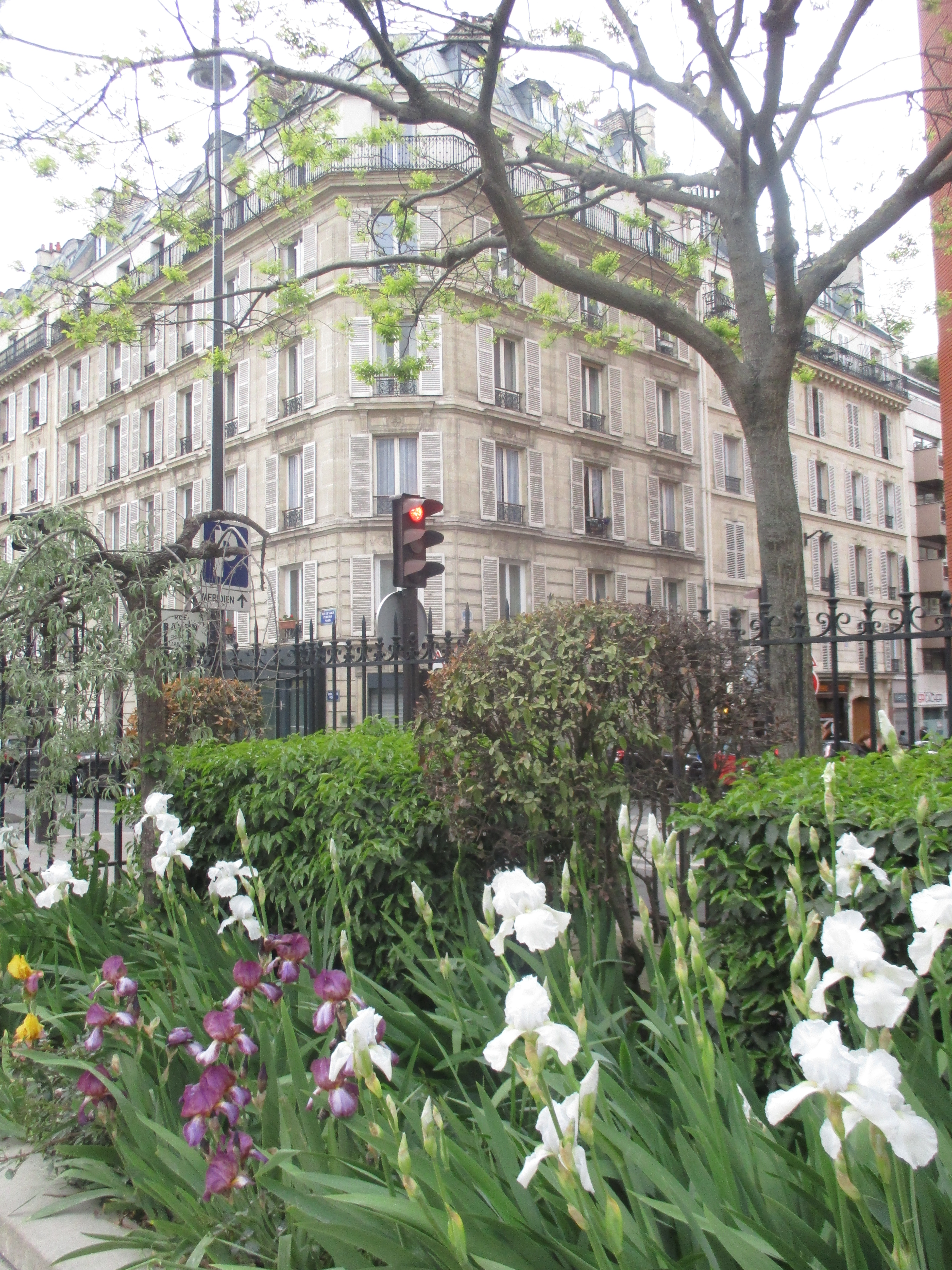
プレーヌ＝ド＝モンソーとバティニョール地区を走るペレイル大通りと、春の通り沿いのアヤメ (Iris, boulevard Pereire au printemps)。フルール・ド・リスも参照
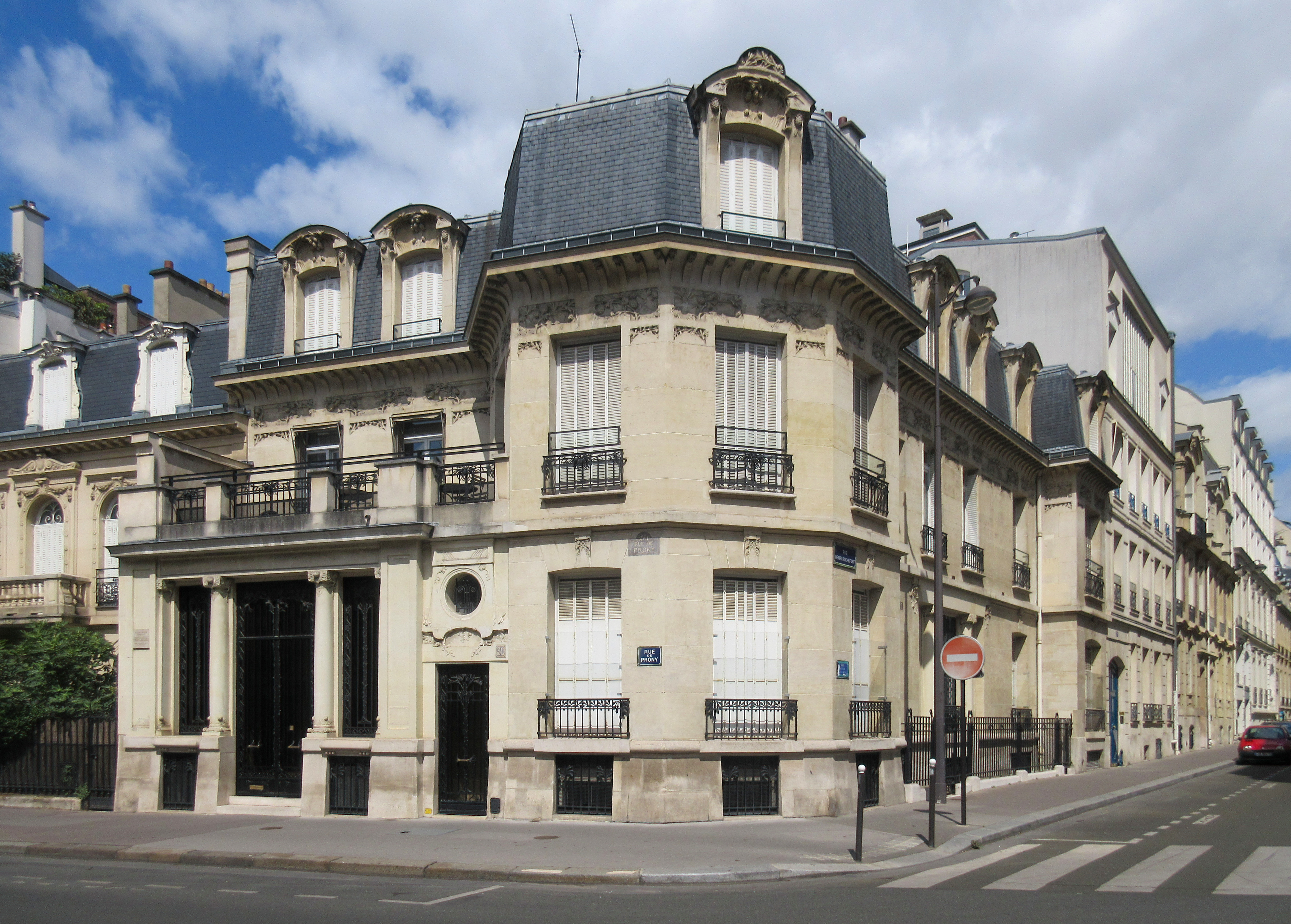
プレーヌ＝ド＝モンソー地区プロニ通り沿い1876年築建物 (hôtel particulier construit en 1876 par l’architecte Eugène Flamand, rue de Prony.)
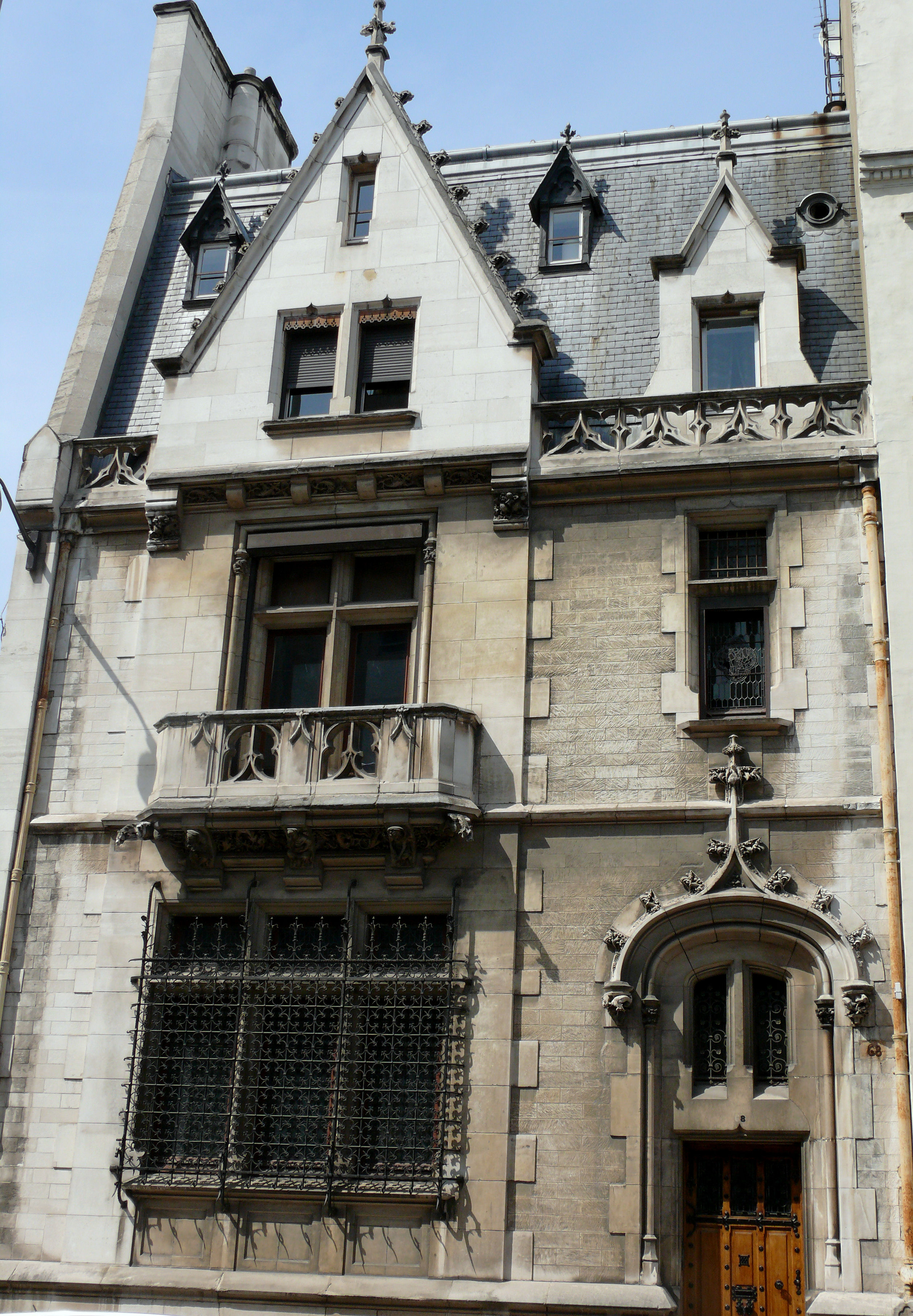
プレーヌ＝ド＝モンソー地区アンペール通り68番地 (Hôtel particulier 68 rue Ampère)
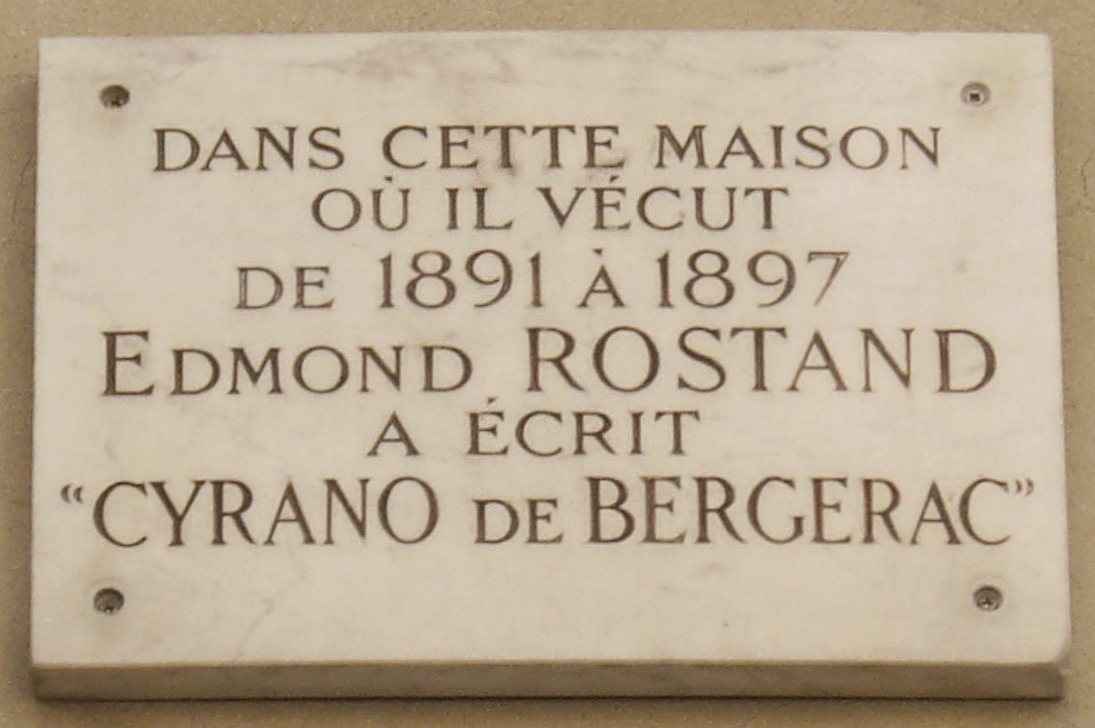
エドモン・ロスタンの居宅跡のプラーク。プレーヌ＝ド＝モンソー地区モンソー公園北側フォルチュニ通り2番地 (Plaque Edmond Rostand, 2 rue Fortuny)
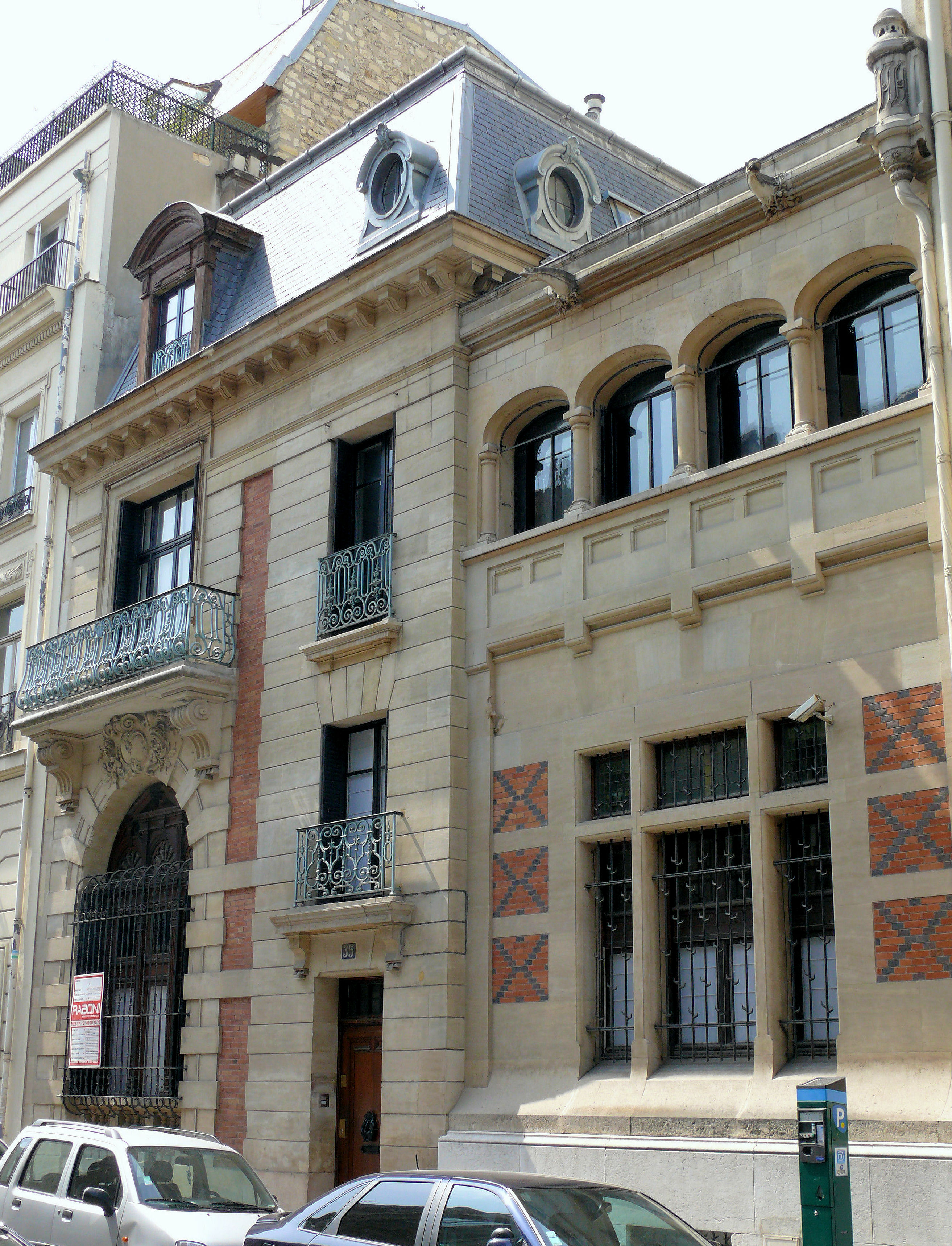
同フォルチュニ通りのサラ・ベルナールの居宅跡 (Hôtel particulier au no 35)
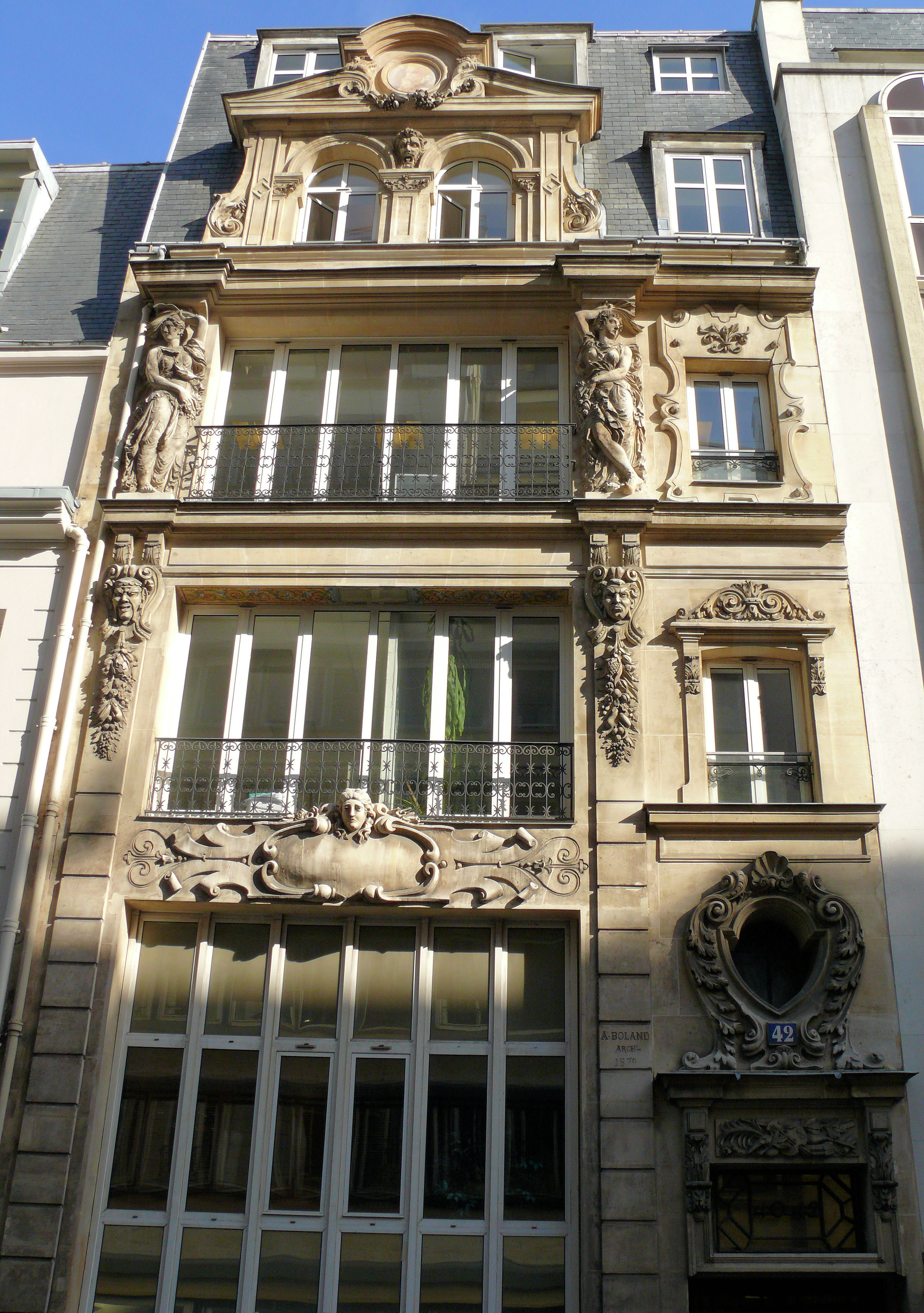
1879年建造, ネオルネサンス建築のフォルチュニ通り42番地建物 (Hôtel particulier au no 42)
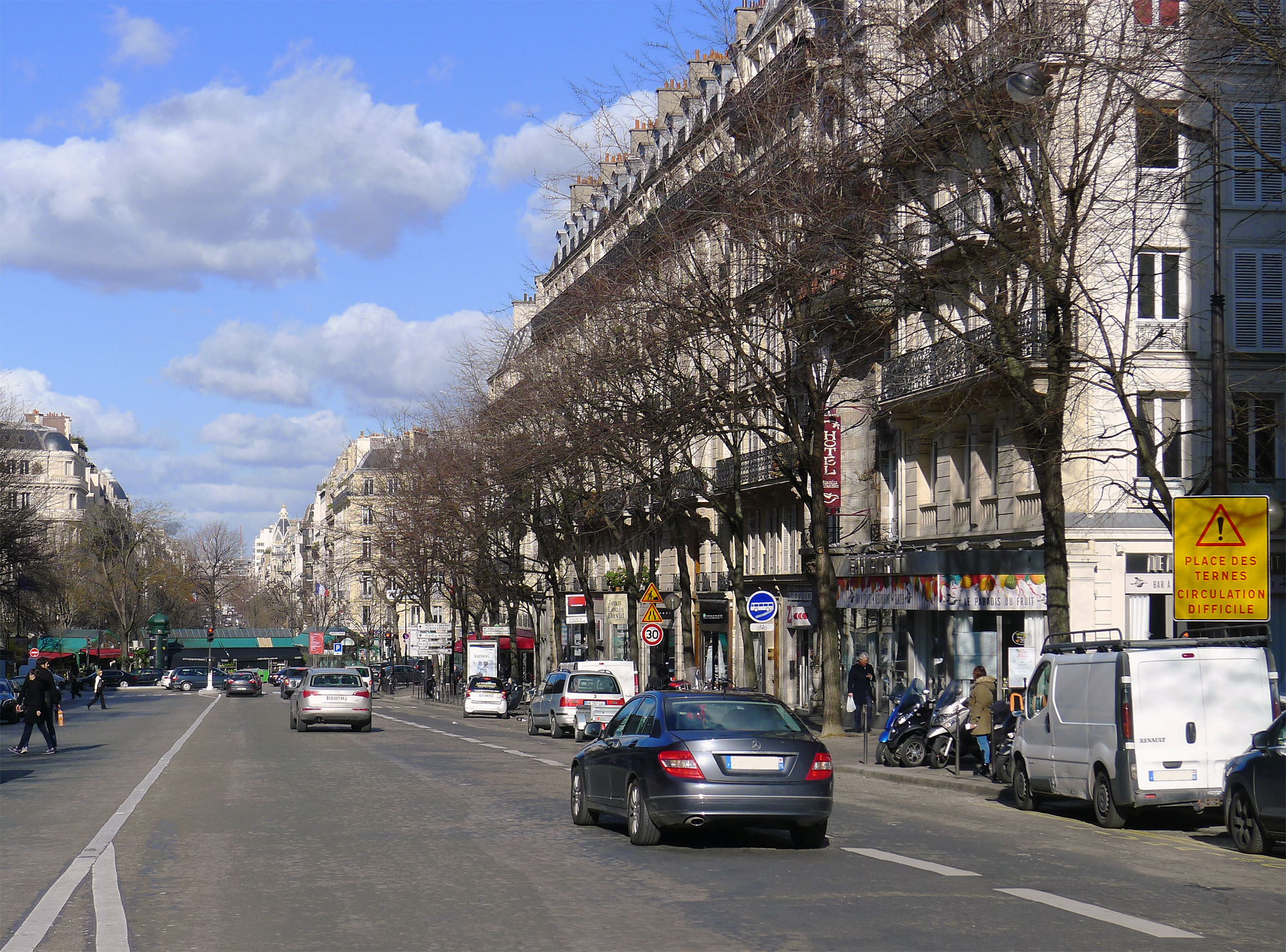
テルヌ広場 (place des Ternes) から見るヴァグラム大通り (Avenue de Wagram)
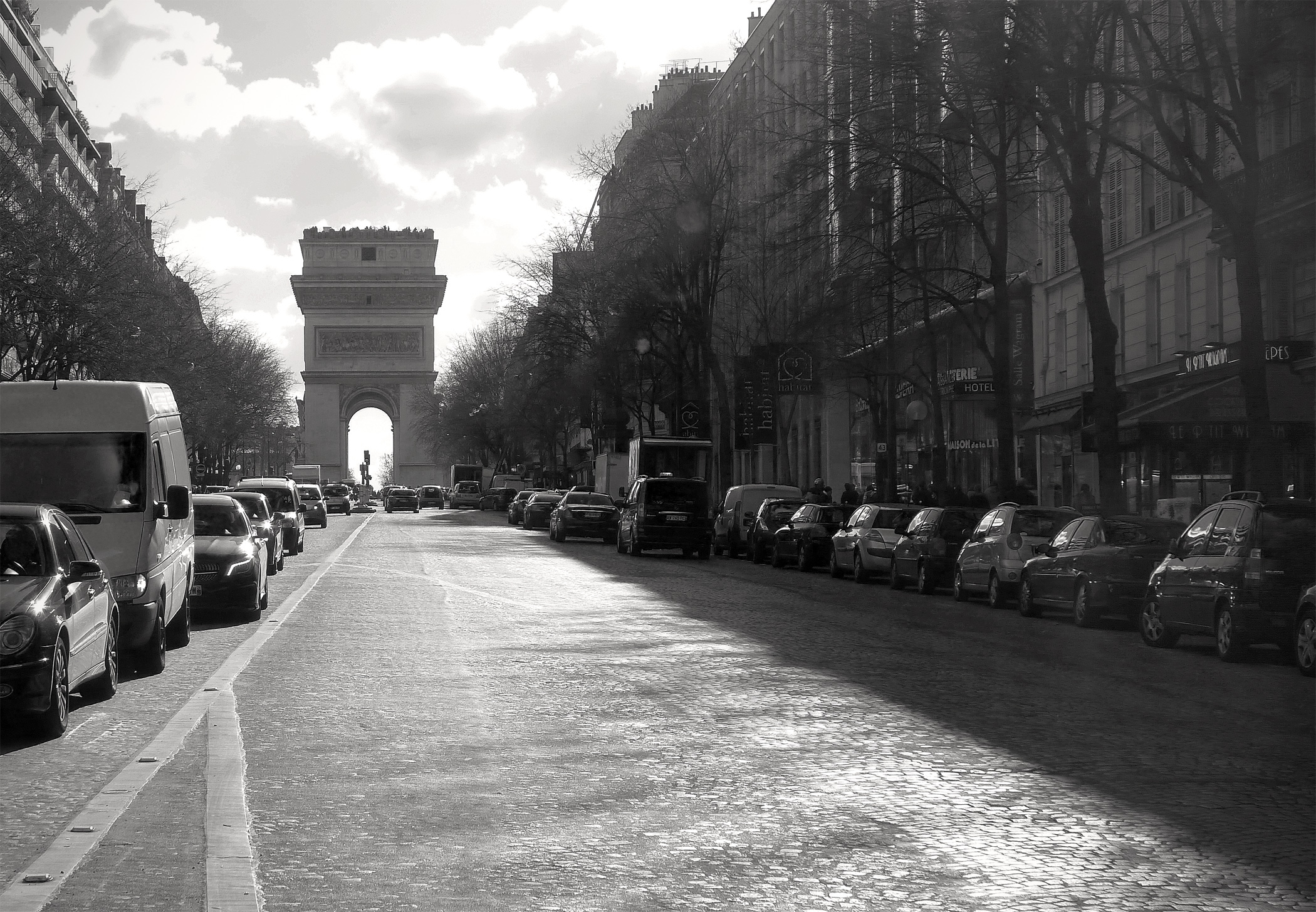
Avenue de Wagram en direction de l'Arc de Triomphe de l'Étoile.
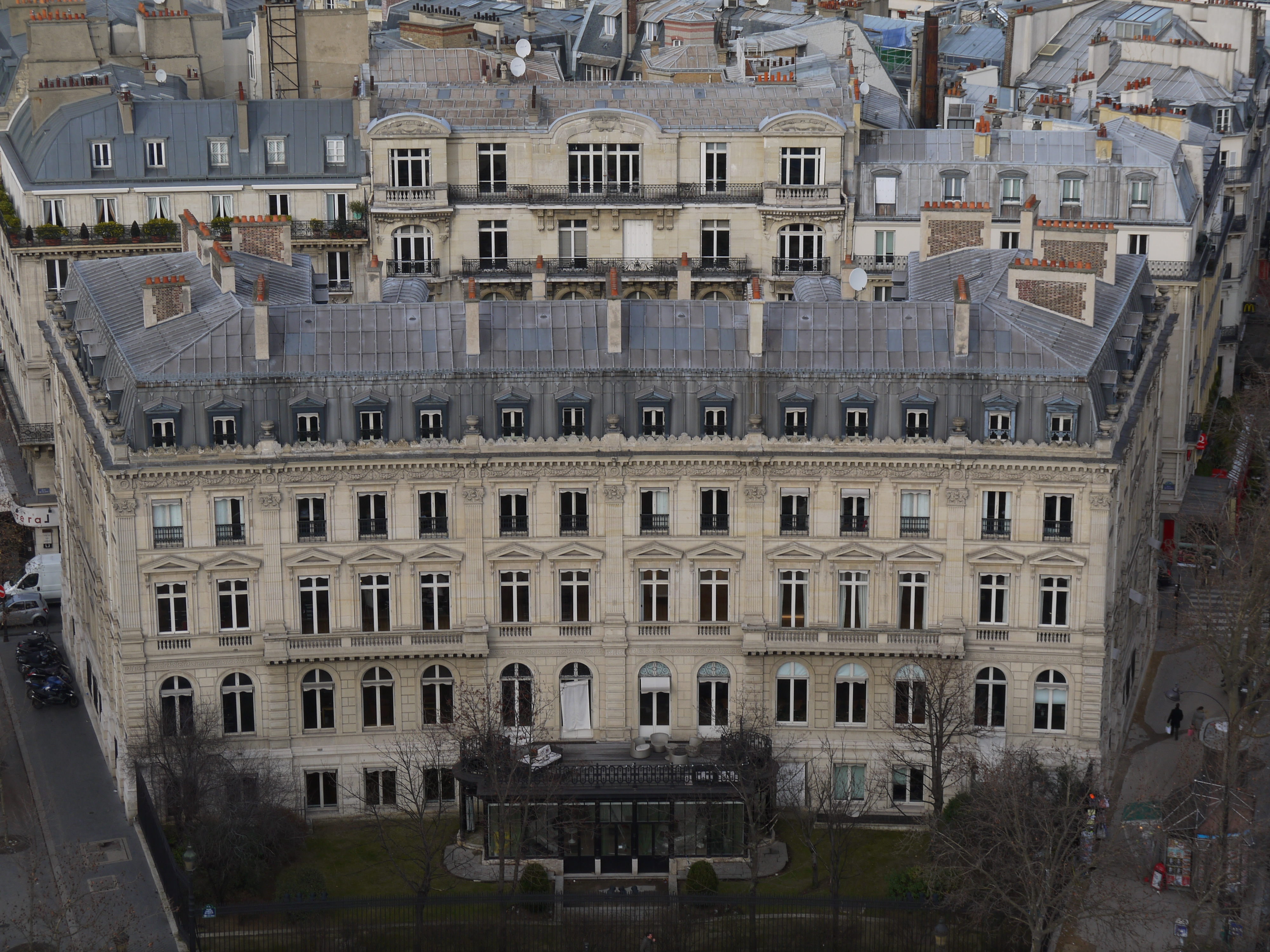
エトワール凱旋門から見るヨシフ・ギンヅブルク館 (Hôtel de Gunsburg)
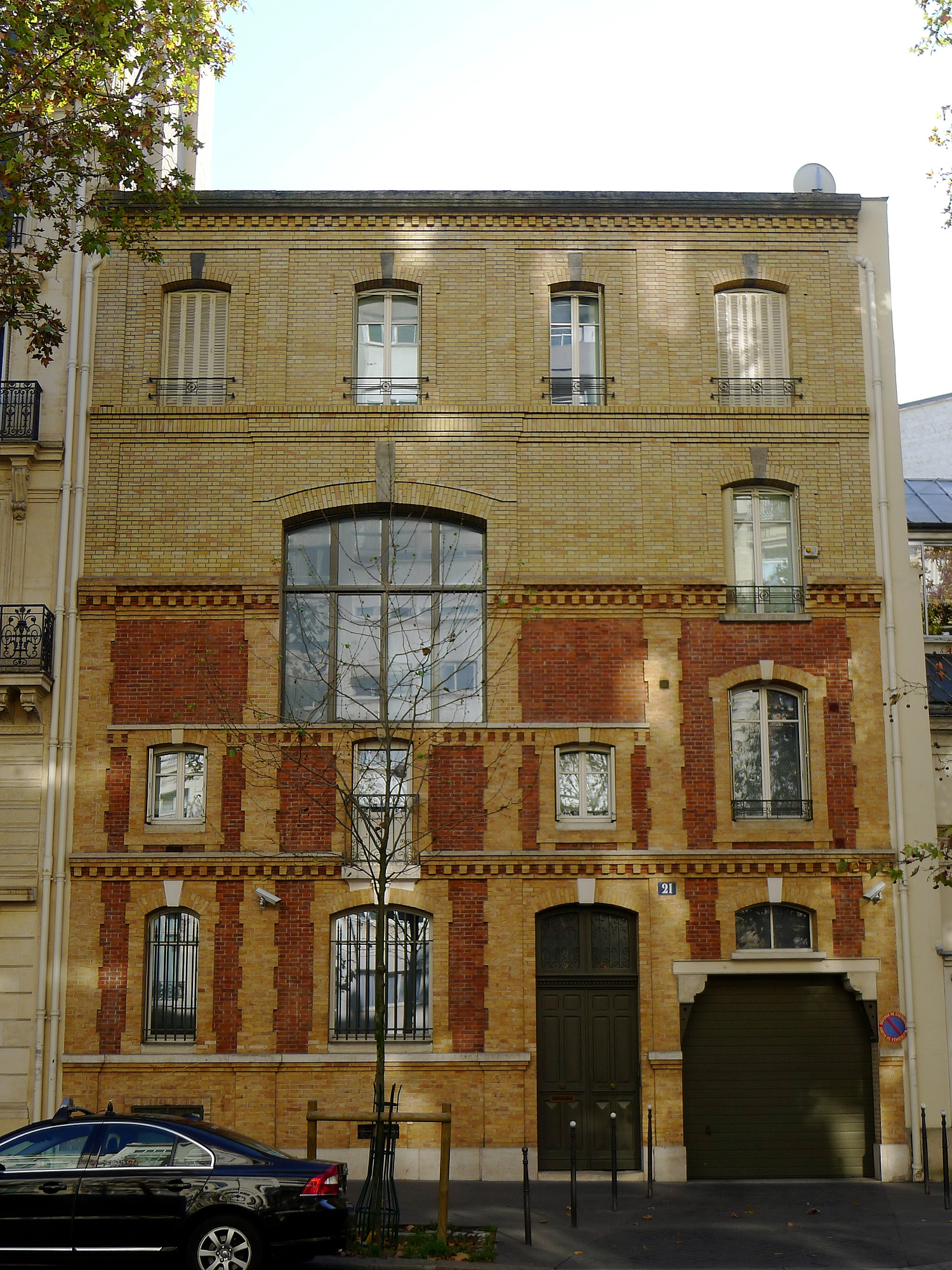
テルヌ地区を走るヴィリエ大通り21番地 (Avenue de Villiers (n°21))
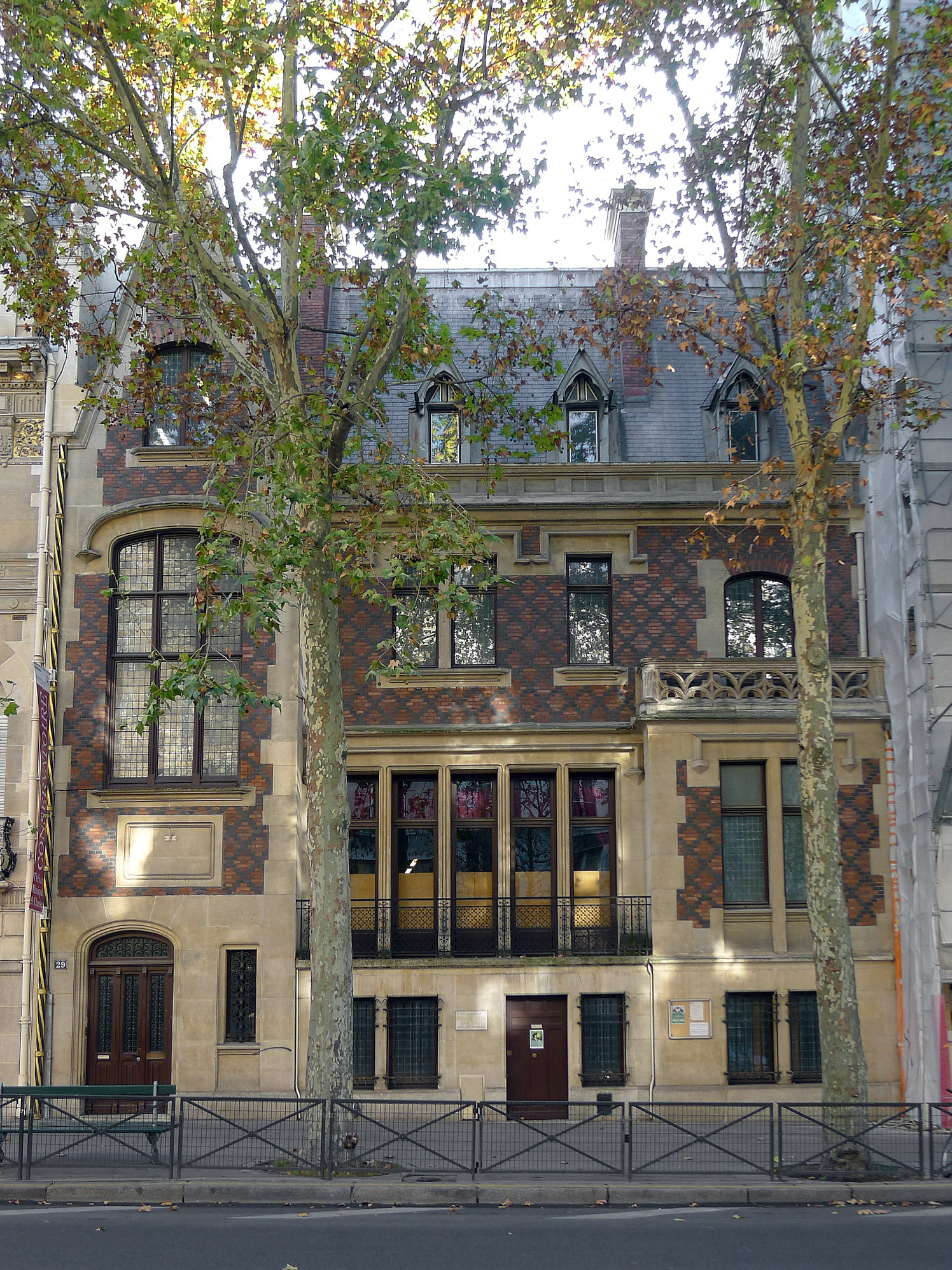
Avenue de Villiers (n°29)
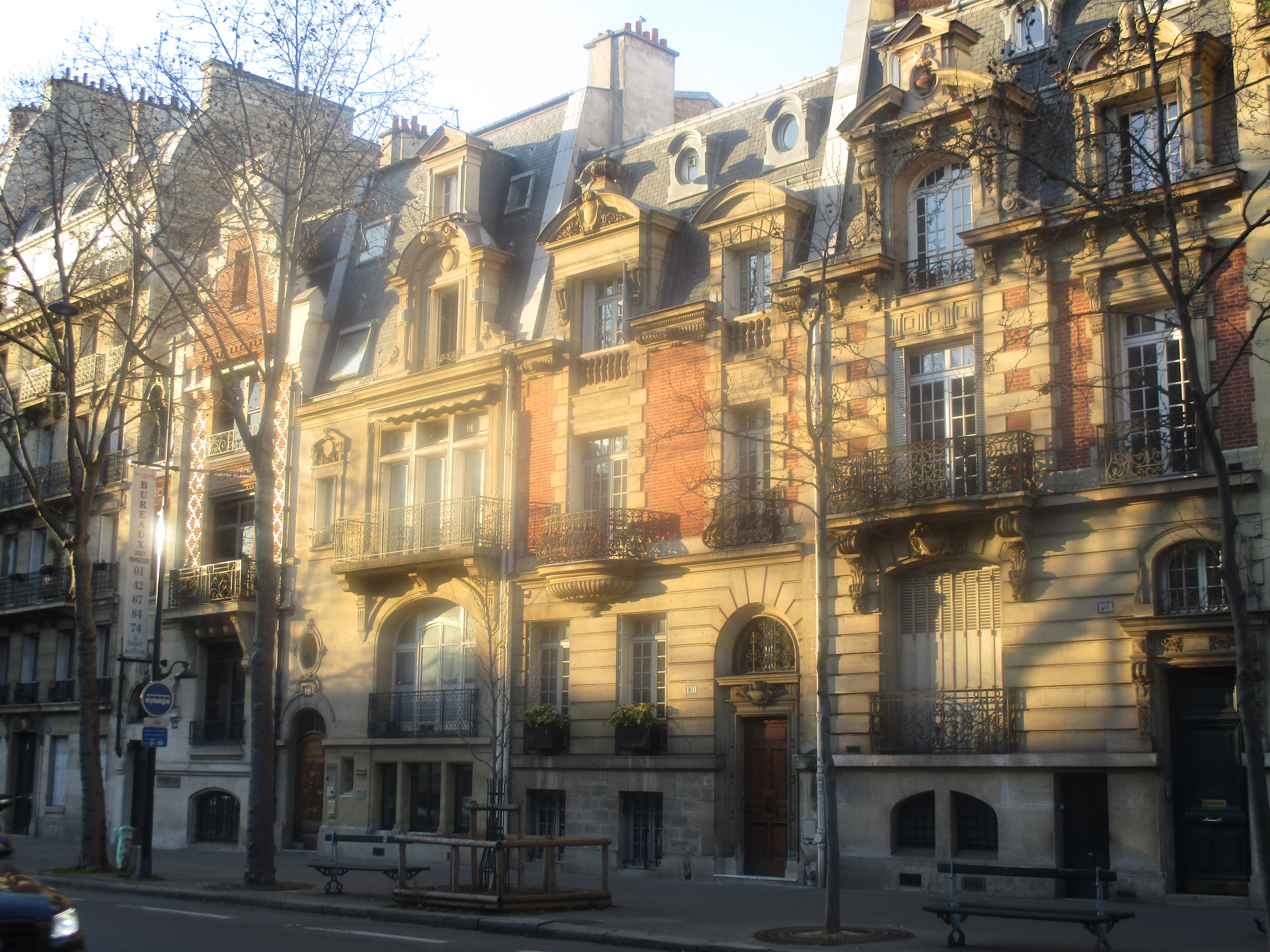
128, 130 et 132 avenue de Villiers)
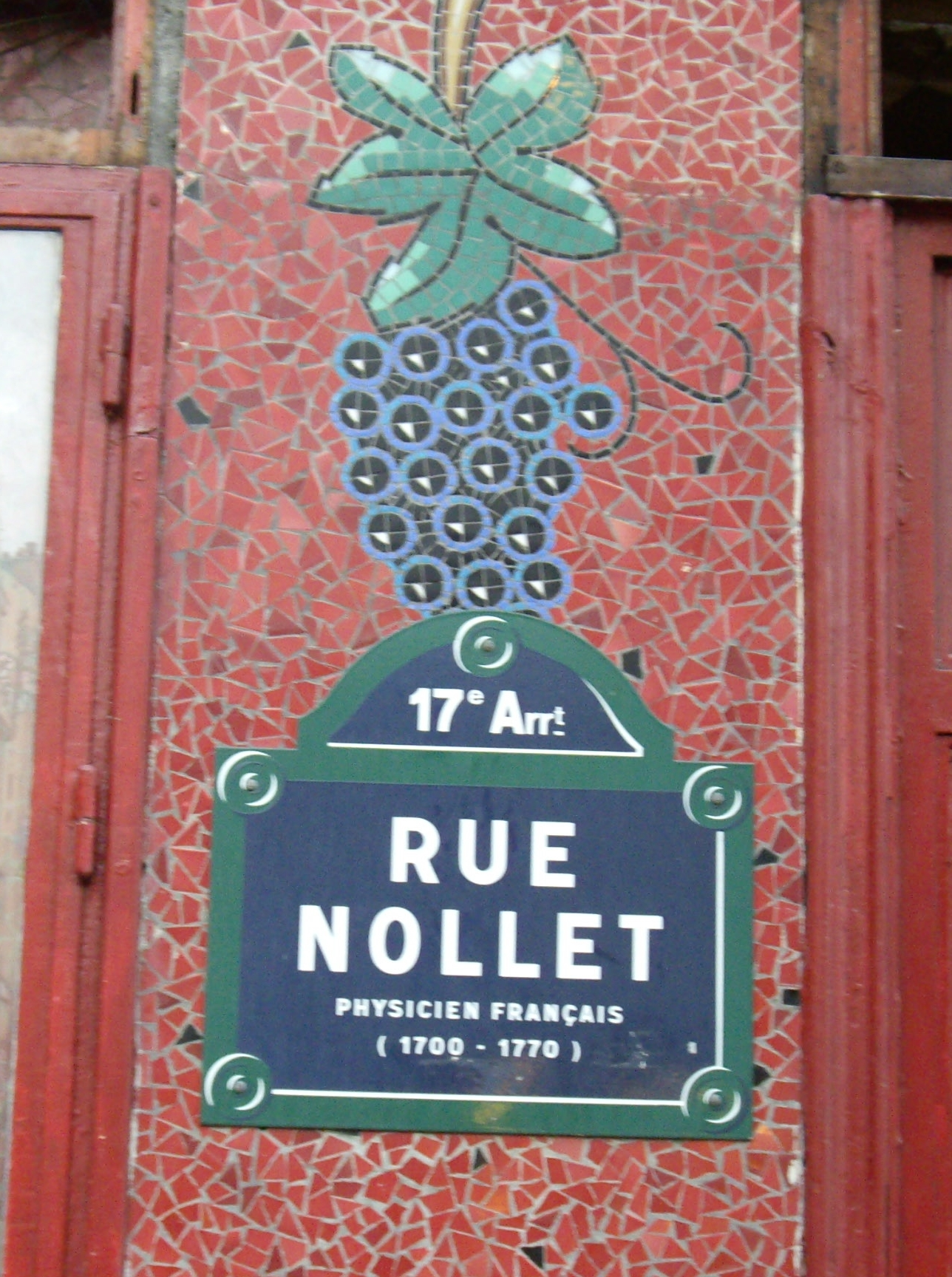
バティニョールとエピネット地区を走るノレ通り (Rue Nollet) のプラーク
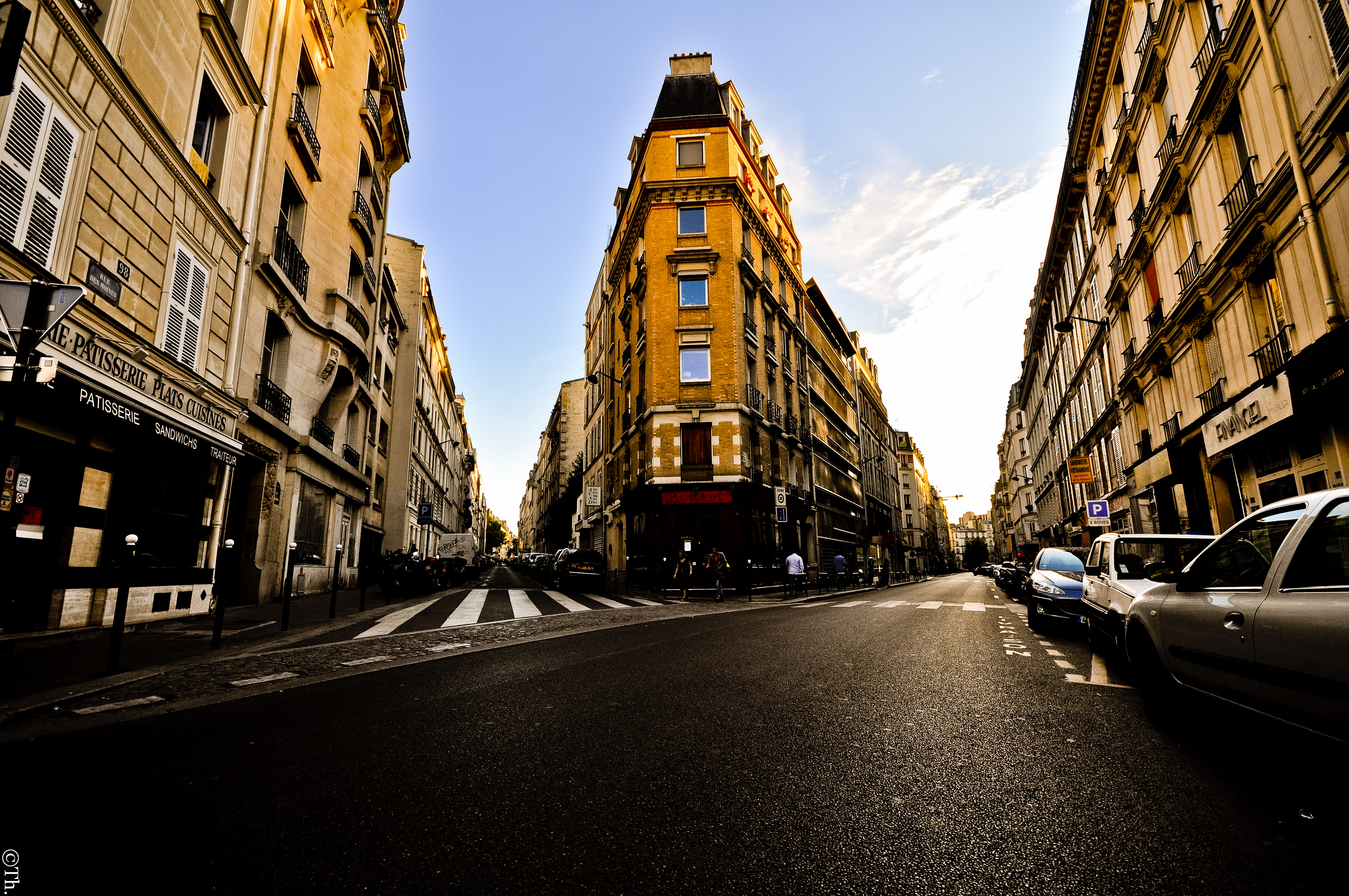
バティニョールとエピネット地区を走るモワンヌ通り及びギイ＝モケ通り (Rue des Moines / Rue Guy-Môquet)
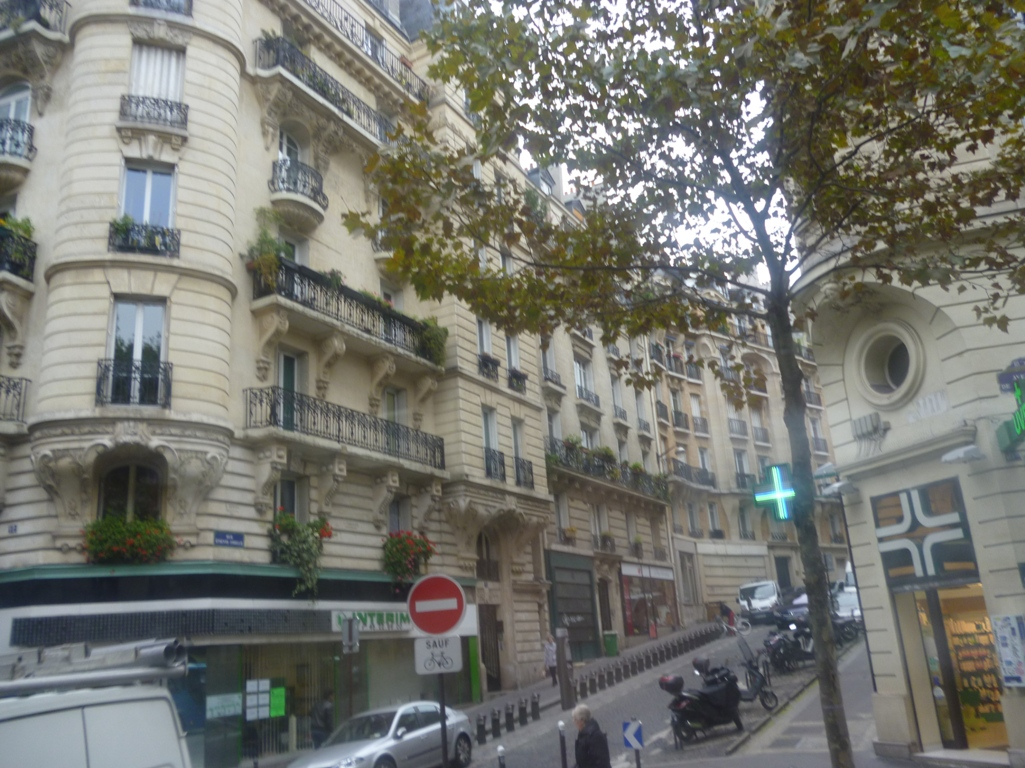
エピネットと18区グランド＝キャリエール地区との境界上を南北に走るサン＝トゥアン大通り (Avenue de Saint-Ouen) 界隈

- カルディネ通り（Rue Cardinet）
- カルノー大通り（Avenue Carnot）
- ギー＝モケ通り（Rue Guy-Môquet）
- グーヴィオン＝サン＝シール大通り（Boulevard Gouvion-Saint-Cyr）
- グランダルメ大通り（Avenue de la Grande-Armée）
  - シャルル・ド・ゴール広場（エトワール凱旋門）からラ・デファンスに向かって、16区との境界線上を走る。名称はナポレオンの「大陸軍」から。
- クリシー大通り (アヴェニュー)（Avenue de Clichy ）
  - クリシー広場から北側方面18区との区境を走り、途中分岐して西側17区内に折れていく。分岐した東側17区・18区の区境の方を走るのは下記サン＝トゥアン大通り。
- クールセル大通り（Boulevard de Courcelles）
  - 東側でバティニョール大通りに続く。モンソー公園をなぞるように、両通りとも17区内南側、8区との境界線上を走る。
- クールセル通り（Rue de Courcelles）
- サントゥアン大通り（Avenue de Saint-Ouen）
- ジュフロワ＝ダバン通り（Rue Jouffroy-D'Abbans
- ステファヌ・マラルメ大通り（Avenue Stéphane-Mallarmé）
- テルヌ大通り（Avenue des Ternes）
- トクヴィル通り（Rue de Tocqueville）
  - 17区内中心部を南北に縦断するマルゼルブ大通りの東側を並走する。1964年まで、通り沿いにHEC経営大学院があった。
- ニール大通り（Avenue Niel）
- バティニョール大通り （Boulevard des Batignolles）
  - クールセル大通りから続く、8区との境界線上を走る通り。8・9・17・18区境界地点クリシー広場界隈まで続く。
- バティニョール通り（Rue des Batignolles）
- ヴィリエ大通り（Avenue de Villiers）
- プーシェ通り（Rue Pouchet）
- プロニー通り（Rue de Prony）
- ベシェール大通り（Boulevard Bessières）
  - ベルティエ大通り等と共に"ブルヴァール・デ・マレショー"を構成する。
- ベルティエ大通り（Boulevard Berthier）
- ペレール大通り（Boulevard Pereire）
  - 17区内を東西に走る通り。マルゼルブやヴァグラム大通りが交差する区内中心部ヴァグラム広場を経由し、17区内東側で「くの字状」に大きく曲がったところで下記ローム通りと名を変え8区方面を南北に接続する。そのまま8区内東側を右斜め下に走り、8区内南東側にあるサン＝ラザール駅界隈まで続く。
- マクマオン大通り（Avenue Mac-Mahon）
- マルゼルブ大通り（Boulevard Malesherbes）
  - 8区内東側マドレーヌ広場から左斜め上に走り、サントーギュスタン広場経由、17区内を南北に縦断し、区内中心部ヴァグラム広場方面へ続く目抜き通り。ココ・シャネルが初めてアトリエを持ったのも17区側のこの通り沿い。
- ラ・コンダミーヌ通り（Rue La Condamine）
- ルジャンドル通り（Rue Legendre）
- ローム通り（Rue de Rome）
  - 17区内を東西に走る上記ペレール大通りが「くの字状」に大きく曲がったところで南北に走るローム通りと名を変え接続する。そのまま8区内東側を右斜め下に走り、途中、同様に区内を右斜め下に走るコンスタンティノープル通りと交差し、8区内南東側にあるサン＝ラザール駅界隈まで続く通り。名称は「ローマ」の意。
- ヴァグラム大通り（Avenue de Wagram）
  - シャルル・ド・ゴール広場から東に、8区と17区との境界線上から、マルゼルブやペレール大通りが交差する17区内中心部ヴァグラム広場まで走る通り。通り8区側にフランス電力本社がある。名称はナポレオンの「ヴァグラムの戦い」から。

### 広場・交差点

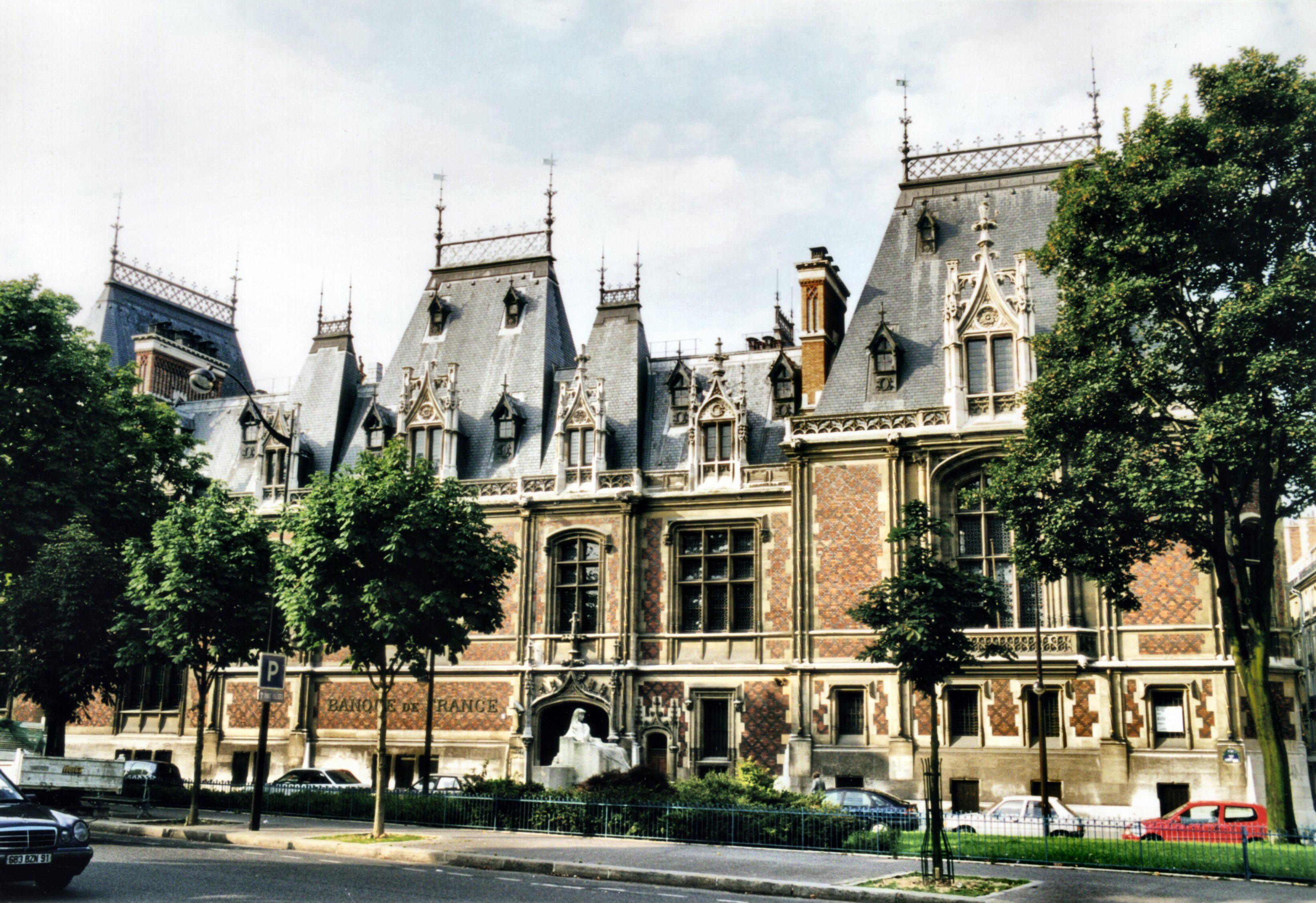
L'Hôtel Gaillard, モンソー公園北側至近に位置するジェネラル＝カトルー広場界隈 (Place du Général-Catroux, en 2000)
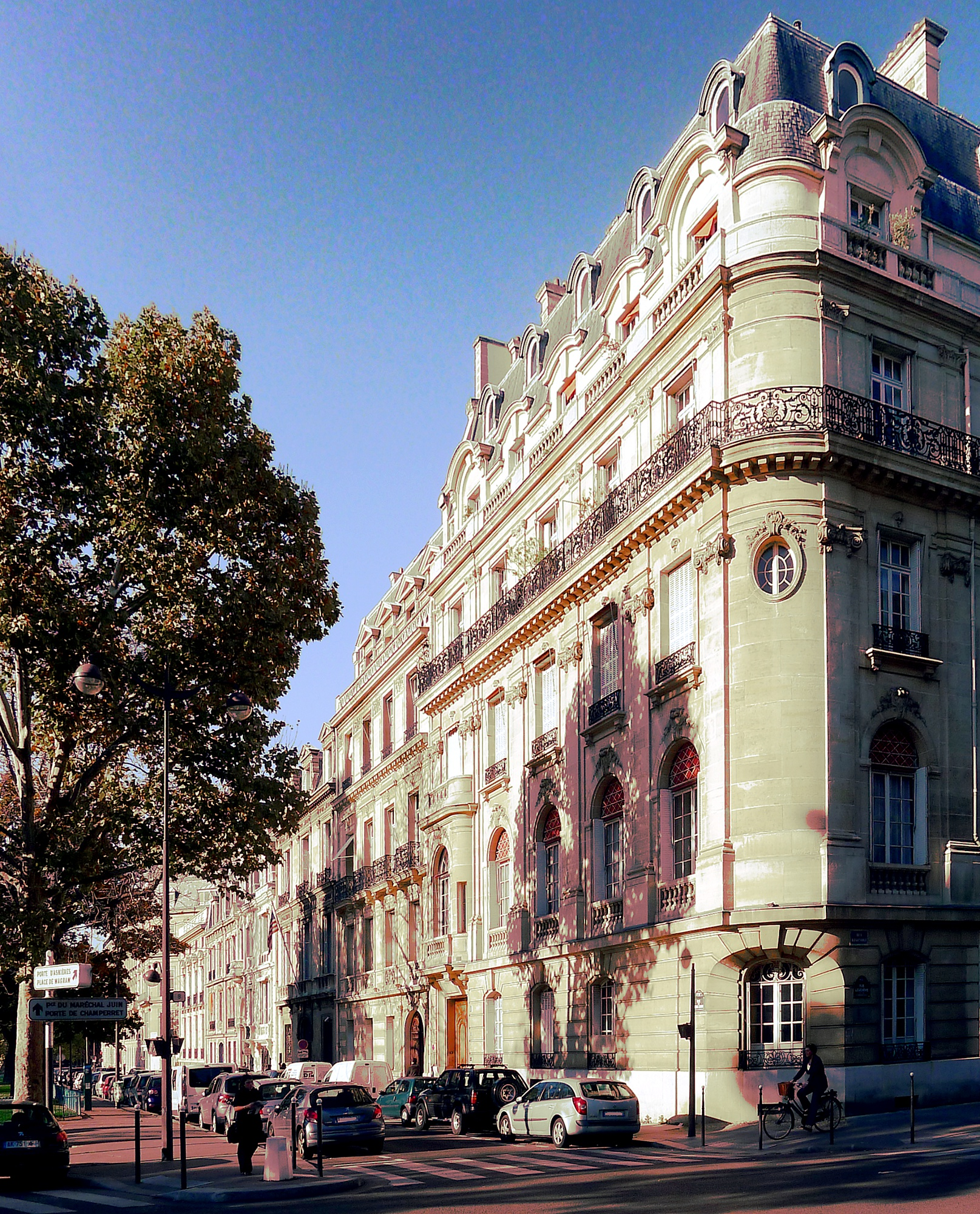
同広場8番地以降の街並み (Place du Général-Catroux n°8 et suivants.)
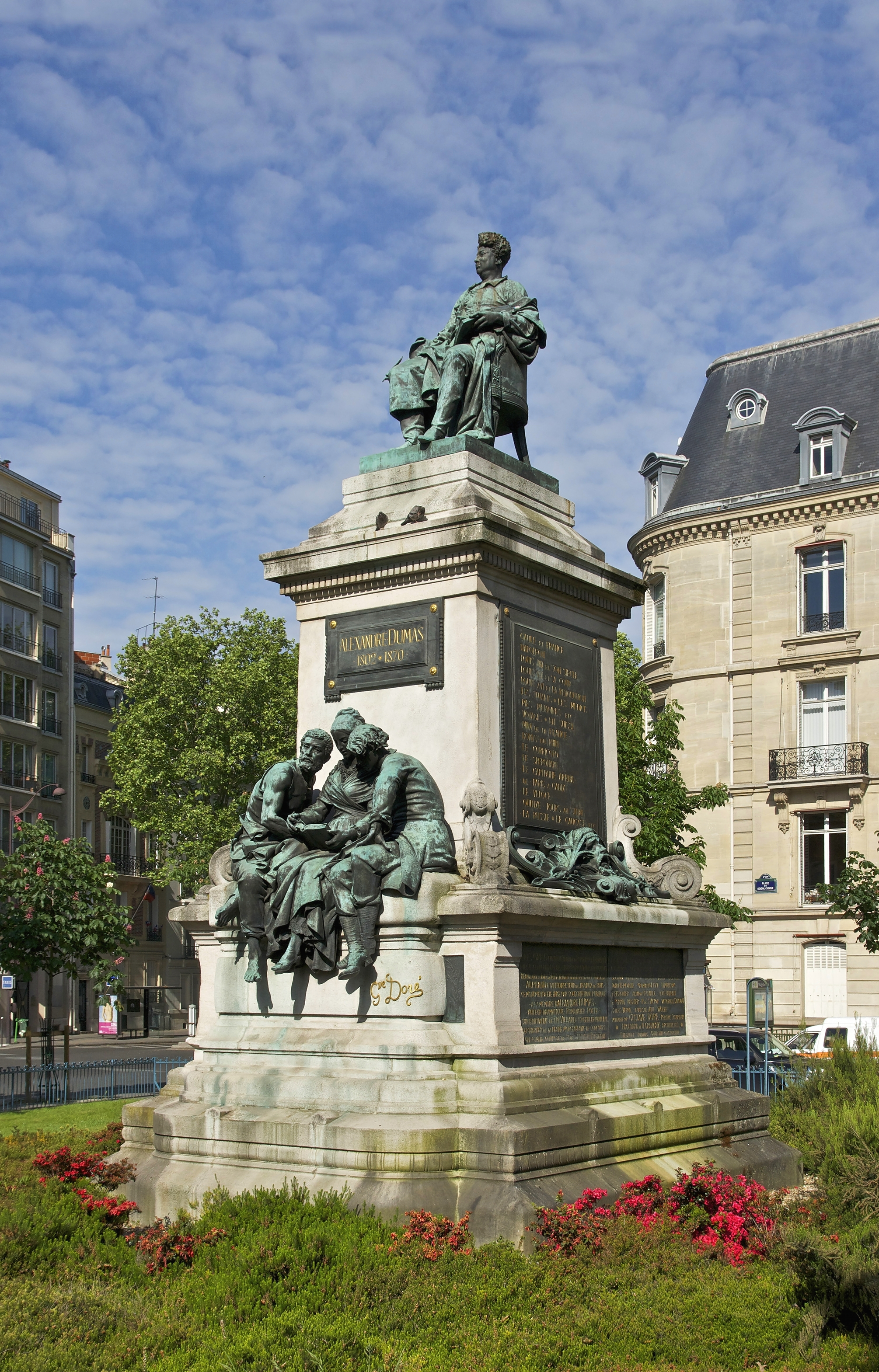
同広場, アレクサンドル・デュマ・ペールの像 (Gustave Doré, Monument à Alexandre Dumas père, 1883.)
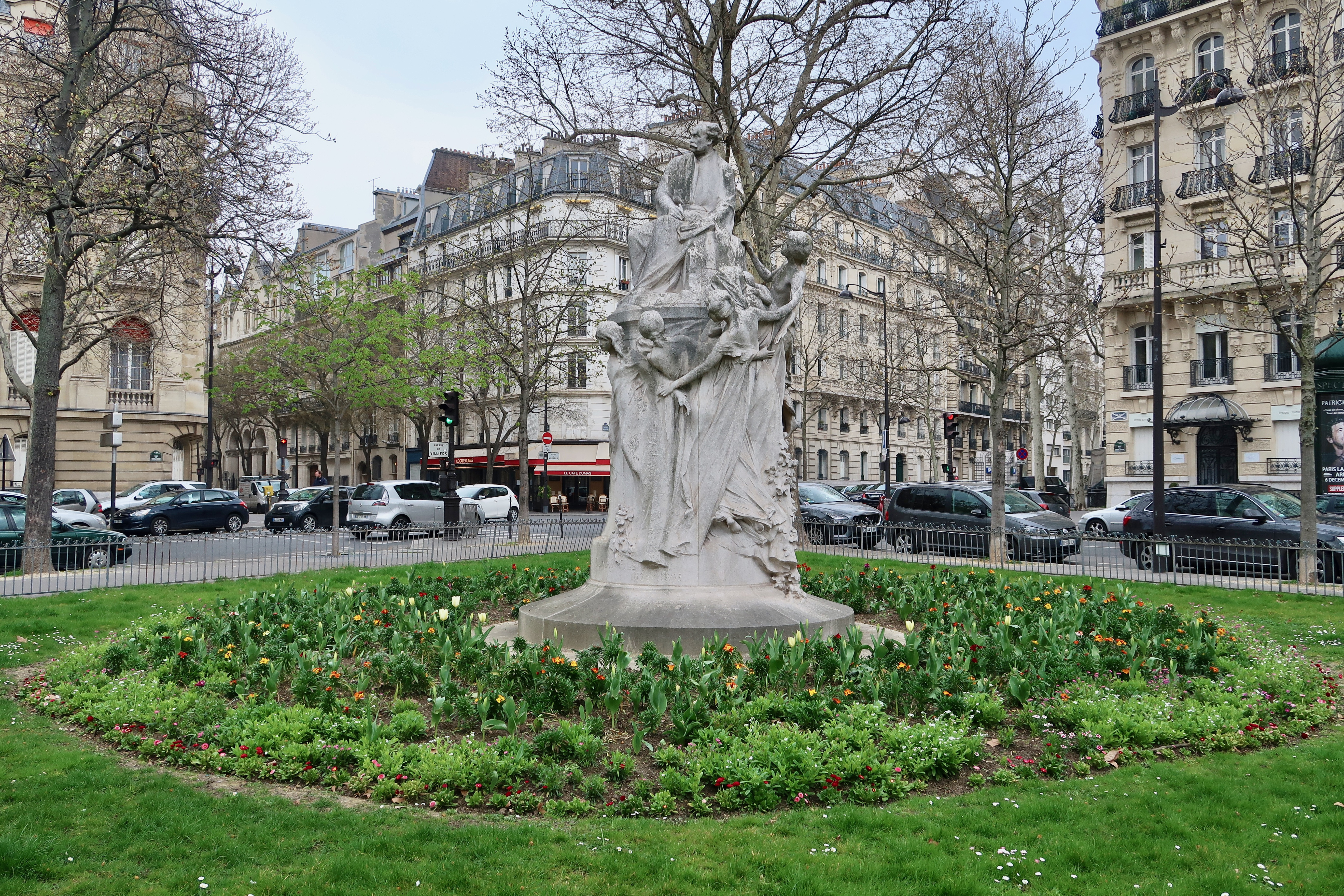
同広場, アレクサンドル・デュマ・フィスの像 (René de Saint-Marceaux, Monument à Alexandre Dumas fils, 1906.)
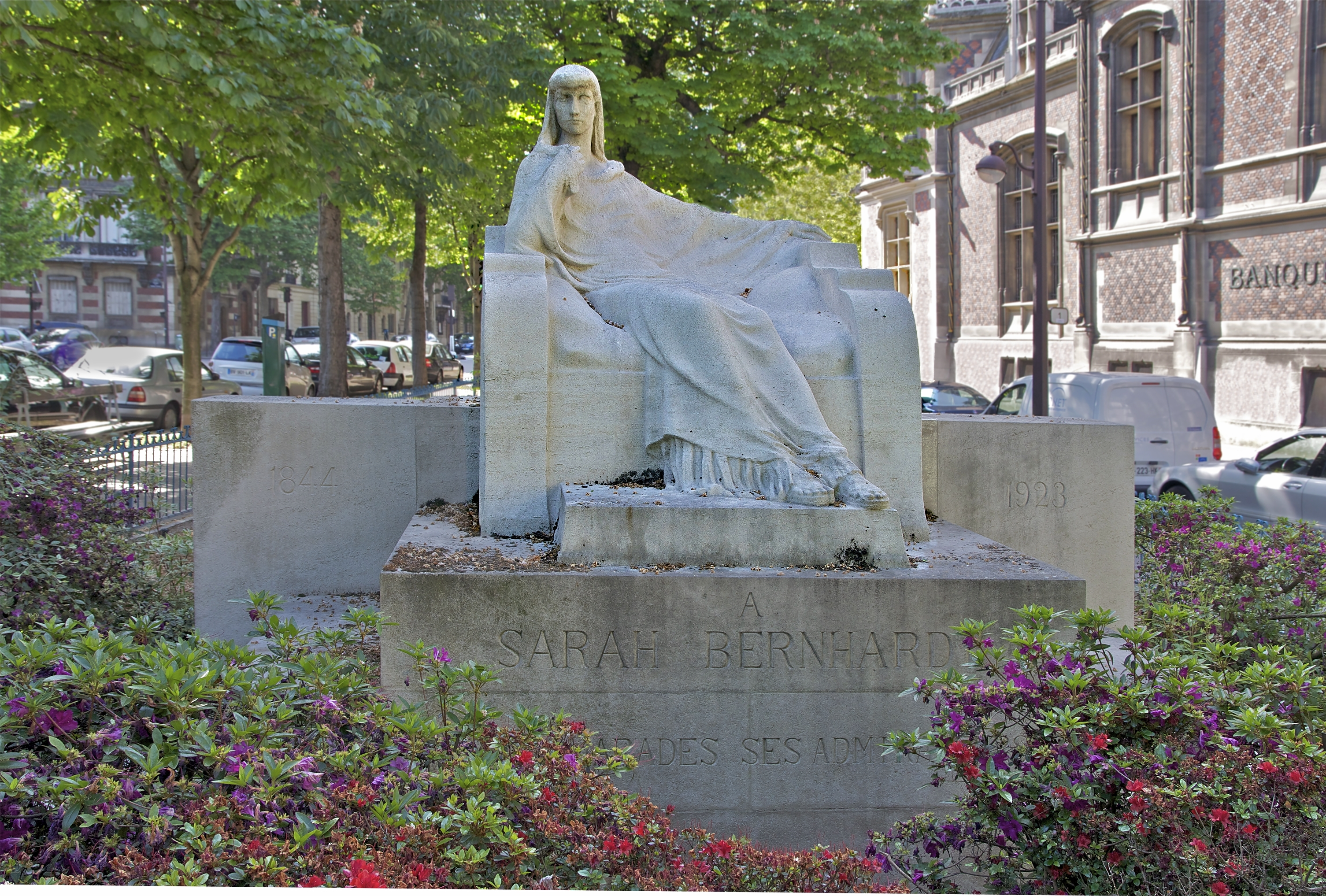
同広場, サラ・ベルナールの像 (François-Léon Sicard, Monument à Sarah Bernhardt, 1926.)
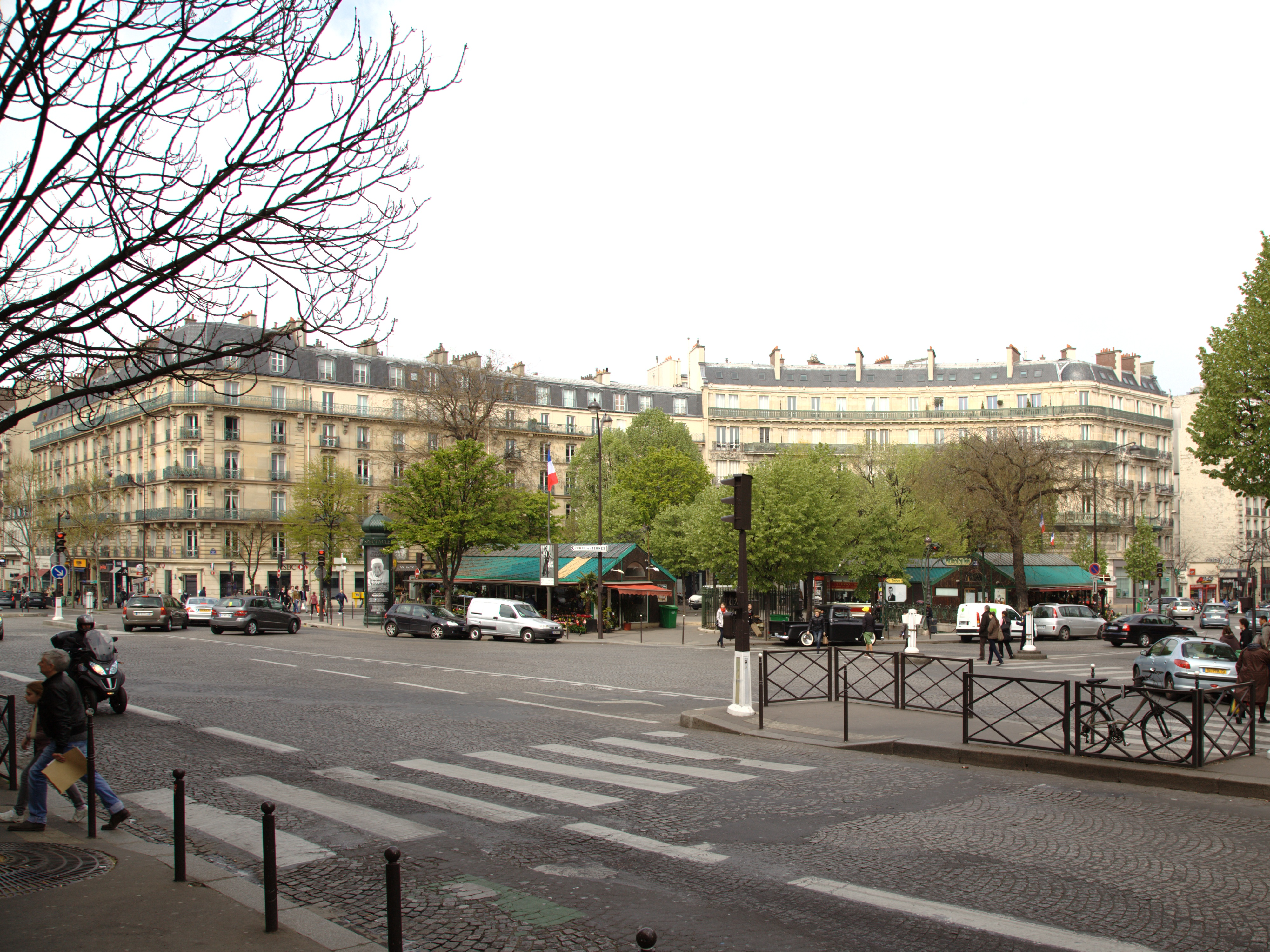
フォーブール＝サントノレ通りから見るテルヌ広場の北側界隈 (La place des Ternes à Paris, vue du côté nord depuis la rue du Faubourg St. Honoré)

パリの「広場（プラス、Place）」は、しばしば2以上の道路が交差する場所に位置し、中心の「島」を道路が周回するロータリー状の交差点となっている場合が多い。中心の「島」部分はオベリスクや緑地等に利用されている場合もある。17区の広場や交差点には、次のようなものがある。
- クリシー広場（Place de Clichy）
  - 8区、9区、17区、18区の境界に位置している。広場界隈には、1824年創業、縫製工場が付属した衣服店、乃至ボン・マルシェ百貨店より古い世界最古の百貨店ともされる「ア・ラ・ベル・ジャルディニエール (À la Belle Jardinière)」があった。
- サン＝フェルディナン広場（Place Saint-Ferdinand）
  - 下記ポルト＝マイヨ広場の東側至近にある。周辺界隈には、ブラッスリー「ラ・メゾン (La Maison)」やレストラン「ラ・キュイジニエール・リヨネーズ (La Cuisinière Lyonnaise)」、カフェ「ブルックリン・カフェ・サン＝フェルディナン (Brooklyn Café Saint-Ferdinand)」、ミシュランのモロッコ料理店「ティムガド (Timgad)」、和食店「きふね (Kifune)」･･等がある。
- シャルル・ド・ゴール広場（エトワール広場, Place Charles-de-Gaulle (Place de l’Étoile))
  - 8区、16区、17区の境界に位置している。世界的に有名なエトワール凱旋門がある。
- ジェネラル＝カトルー広場 （Place du Général-Catroux）
  - 8区モンソー公園の北側至近に位置し、マルゼルブとヴィリエ各大通りが交差する。アレクサンドル・デュマ・ペールと三銃士の銅像、サラ・ベルナールの銅像などがある。
- ジェネラル＝パットン広場（ Place du Général-Patton ）
  - 16区、17区の境界に位置している。名称は第二次大戦期の米軍人ジョージ・パットンから。
- スチュアート＝メリル広場（プラス・スチュアール＝メリル, Place Stuart-Merrill）
- テルヌ広場（Place des Ternes）
  - シャルル・ド・ゴール広場の北側至近、8区と17区の境界に位置している。フォーブール＝サントノレ通り、クールセル大通り、ヴァグラム大通り、テルヌ大通りが交差する。ホテル・ルネッサンス・パリ凱旋門、カフェやブティック、和食店おかめ (Okamé)、パリ市内各所にあるブラッスリーイポポタミュ (Hippopotamus) ･･等がある他、高級ブラッスリー ラ・ロレーヌ (La Lorraine)、ミシェル・ロスタン (Michel Rostang) のレストラン・ガストロノミークメゾン・ロスタンなどが知られている。
- ドミニカ共和国広場（プラス・ド・ラ・レピュブリック＝ドミニケーヌ, Place de la République-Dominicaine）
  - モンソー公園の北側にある広場。8区と17区の境界に位置している。
- トリスタン＝ベルナール広場（Place Tristan-Bernard）
- ニカラグア広場（Place du Nicaragua）
- ブラジル広場（プラス・デュ・ブレジル, Place du Brésil）
- プロスペル＝グボー広場（Place Prosper-Goubaux）
  - 8区と17区の境界に位置している。
- ポルト＝ド＝シャンペレ広場（Place de la Porte-de-Champerret）
- ポルト＝マイヨ広場（Place de la Porte-Maillot）
  - 16区と17区、パリ郊外ヌイイ＝シュル＝セーヌとの境界に位置している。パレ・デ・コングレ・ド・パリがあり、ペリフェリックやブールヴァール・デ・マレショー、グランダルメ大通り･･等が交差する。周辺界隈には、マクドナルド、モンブランで有名なパティスリー&サロン・ド・テ「アンジュリーナ」、ブラッスリー「ル・コングレ・マイヨー (Le Congrès Maillot)」、「オーベルジュ・ダブ (Auberge Dab)」･･等がある。
- マレシャル＝ジュアン広場（Place du Maréchal-Juin）
- ヴァグラム広場（Place de Wagram）
  - ヴァグラム、マルゼルブ、ペレール各大通りが交差する17区中心部に位置する。名称は「ヴァグラムの戦い」から。

## 著名な居住者

### 貴族・聖職者
- アンヌ・ド・ロシュシュアール・ド・モルトマール（フランス語版）
  - 政治から自動車操縦、彫刻に至るまで多才の人。ユゼス公爵夫人、ロシュシュアール子爵家一族。シャンゼリゼ通り界隈や7区のラシェーズ通り（Rue de la Chaise）等に邸宅があり、17区のポンスレ通り（Rue Poncelet）にアトリエがあった。
- アンナ・ド・ノアイユ（ノアイユ伯爵夫人アンナ＝エリザベート、小説家・詩人）
  - ルーマニア大貴族ビベスコ家出、嫁ぎ先はノアイユ"公爵"家。シテ・デ・フルー (Cité des Fleurs) に優美なパイプオルガン付きサロンを造築。7区ラ・トゥール＝モブール大通り (boulevard de La Tour-Maubourg) 界隈で出生し、1910年から1933年に亡くなるまで16区シェフェール通り（フランス語版）40番地、スクアール・デュ・トロカデロ (Square du Trocadéro) 界隈に居住。生没地にプラークが掲げられている。
- ハイナルド・ラヨシュ（ハンガリーの聖職者、枢機卿。博物学者） - パリで学んでいた時、ヴィリエ大通り (Avenue de Villiers) 53番地のハンガリーの画家ムンカーチ・ミハーイ (Mihály Munkácsy) の館に居住[6]。

### 政治
- オーギュスト・バラニ（フランス語版） （初代17区長 1860-1870年）
- ドミニク・ド・ビルパン （元首相） - モンソー公園北側フォルチュニ通り (Rue Fortuny) 35番地のサラ・ベルナールの元の居宅を2012年に購入居住[7]

### 学者
- ジュール・ミシュレ（歴史家、作家。「ルネサンス」造語） - 1849年からヴィリエ大通り (Avenue de Villiers) 43番地に居住[8]
- ルネ・カントン（生理学者、仏航空界のパイオニア） - ヴィリエ大通り71番地に居住し、1925年カルノ大通り (Avenue Carnot) 9番地で死去
- ジル・ドゥルーズ（哲学者）

### 文化
- エドゥアール・マネ（画家、印象派）
  - ラ・コンダミンヌ通り (Rue La  Condamine) にアトリエ兼居住。バジールやルノワールらと共に"バティニョール派 (印象派)"と呼ばれたグループの中心にいた。カフェ・ゲルボワに集った。
- ピエール＝オーギュスト・ルノワール（画家、印象派）
  - 6区内では、ヴィスコンティ通り (Rue Visconti)、ノートルダム＝デ＝シャン通り (Rue Notre-Dame-des-Champs) にアトリエ兼居住。1868年以降、友人バジールと共に17区ラ・コンダミンヌ通り9番地にアトリエ兼居住。1873年以降は、9区サン＝ジョルジュ通り (Rue Saint-Georges)に。1875年から1877年まで、18区コルトー通り12番地 (Rue Cortot, 1960年にモンマルトル美術館設立) に居住。
- フレデリック・バジール（画家、印象派） - 同上ラ・コンダミンヌ通り9番地等にアトリエ兼居住。友人ルノワールやマネらと行動を共にした。
- アルフレッド・シスレー（画家、印象派） - シテ・デ・フルー (Cité des Fleurs) 27番地居住。
- エミール・ゾラ（作家、自然主義文学の提唱者） - 1869-1871年の間、ラ・コンダミンヌ通り14番地に居住
- ステファヌ・マラルメ（19世紀フランス象徴派詩人）
  - 1871-1874年にかけて8区ウロップ地区モスクー通り (Rue de Moscou) 29番地に、1875年からはモスクー至近17区ローム通り (Rue de Rome) 87番地（現89番地）に居住した。プラークが掲げられている。
- ジョルジュ・デスパーニア（画家） -  ベルティエ大通り（フランス語版）19番地にアトリエがあった。
- ポール・シャバス（画家） - 同23番地
- ガストン・ギニャール（フランス語版） - 同25番地
- ルネ・ビヨット（フランス語版）（画家） - 同29番地
- ピエール・カリエ＝ベルーズ（画家） - 同31番地
- アルフレッド・ロル（画家） - rue Alfred-Rollと突き当たる同33番地
- エルネスト＝アンジュ・デュエズ（画家） - 同39番地
- ジョン・シンガー・サージェント（画家） - 同41番地
- ジョヴァンニ・ボルディーニ（画家） - 同41番地
- ジョルジュ＝アントワーヌ・ロシュグロス（画家） - 同61番地
- マリー＝ルネ・ウッチアーニ（フランス語版）（画家） - 同63番地
- ジョルジュ・ローデンバック（作家、詩人） - 同65番地に居住
- アベル・ベルトラム（フランス語版）（画家） - 18区内Rue Caulaincourt、Rue Sevesteから17区内グヴィオン＝サン＝シール大通り (Boulevard Gouvion-Saint-Cyr) などに居住。
- エルネスト・ゴウアン（設計技師）
- フランツ・リスト（作曲家）
  - ハンガリー出身のドイツ系。パリで学んでいた時以降、上記ハイナルド・ラヨシュと同様、ヴィリエ大通り (Avenue de Villiers) 53番地の　ハンガリーの画家ミハリー・ムンカチ (Mihály Munkácsy) の館に居住[9]。
- クロード・ドビュッシー（作曲家）
  - ドビュッシーが唯一完成させたオペラ『ペレアスとメリザンド』を初演した1902年の頃はカルディネ通り (Rue Cardinet) 58番地で暮らしていた。1905年以降は16区マレシャル＝ド＝ラトル＝ド＝タシニー広場付近に居住[10]。
- モーリス・ラヴェル（作曲家）
  - 20世紀初頭の芸術家サークル「アパッシュ」（en）メンバーの中心。1908-1917年にかけて、テルヌ地区カルノ大通り(Avenue Carnot) 4番地に居住。手紙で当時の電化されたアパルトマンでの至福の時を綴っている[11]。この地で『マ・メール・ロワ』『高雅で感傷的なワルツ』『ダフニスとクロエ』などを作曲した[12]。同地にプラークが掲げられている。
- ポール・タファネル（指揮者）
- ガブリエル・フォーレ（作曲家） - マルゼルブ大通り（フランス語版）154番地に居住
- シャルル・グノー（作曲家） - モンソー公園北側ジェネラル＝カトルー広場（フランス語版）20番地に居住
- アレクサンドル・デュマ・フィス（作家） - ヴィリエ大通り98番地に居住[13]
- エドモン・ロスタン（作家、『シラノ・ド・ベルジュラック』） - 1891-1895年の間、モンソー公園北側フォルチュニ通り (Rue Fortuny) 2番地に居住[14]。同地にプラークが掲げられている。
- フランソワーズ・サガン（作家） - マルゼルブ大通り167番地に、若年期に居住した自宅があった。
- ココ・シャネル（ガブリエル・シャネル、ファッションデザイナー、シャネル創業者） - マルゼルブ大通り160番地に帽子のアトリエを初めて持つ。
- イヴ・サン＝ローラン（ファッションデザイナー、サン＝ローラン創業者） - 17歳の時、フランス領アルジェリアからパリ17区に上京居住した。

### 芸能
- サラ・ベルナール（舞台女優） - モンソー公園北側フォルチュニ通り (Rue Fortuny) 35番地に居住[15]。1923年3月、フォルチュニ通りと至近のペレール大通り(Boulevard Pereire) 56番地で死去。
- イヴェット・ギルベール（歌手） - ベルティエ大通り23番地に居住
- コレット・ドレアル（フランス語版）（女優、歌手） - 同43番地に居住
- プレストン・スタージェス（映画監督） - 同61番地に居住

### その他
- ギィ・モケ（ドイツ占領期のレジスタンス一員） - 18区で生まれ、17区バロン通り (Rue Baron) 34番地で生まれ育つ。17歳の時にシャトーブリアン収容所で処刑された。
- セシリア・アティヤス（ニコラ・サルコジ前大統領の前妻） - 著名な写真家ジャン＝ダニエル・ロリュ（Jean-Daniel Lorieux）とアンペール通り（フランス語版）56番地に80年代前半に居住。

## 著名な出身者

### 政治家・貴族
- ニコラ・サルコジ（元フランス大統領） - 出生
- マルティーヌ・オブリー（政治家）

### 芸能
- バルバラ（歌手）
  - 17区ブロシャン通り (Rue Brochant) 生まれ。1931年にノレ通り (rue Nollet) と、17区内バティニョール地区を転々とし、1937年以降、マルセイユやオーヴェルニュ地方のロアンヌへ。父がユダヤ系アルザス人の為、1941年以降、ナチス・ドイツ仏占領軍から逃げるため、ピレネー地方タルブ、アンドル県やオーヴェルニュ地方イゼール県等を転々とした。戦後1945年以降は、イヴリーヌ県やパリ18区、9区へ。1946-1959年の間は20区ヴィトゥリューヴ通り (rue Vitruve) 50番地、1961-1968年の間は16区オートゥイユのレミュザ通り (Rue de Rémusat) に。エイズによりヌイイ＝シュル＝セーヌの病院で死去。
- カトリーヌ・ドヌーヴとフランソワーズ・ドルレアック（女優姉妹）
  - シテ・デ・フルー (Cité des Fleurs) のクリニックでそれぞれ出生。育ちは16区ミュラ大通り界隈。
- ジャン＝ルイ・リシャール（脚本家・俳優） - 出生
- イザベル・アジャーニ（女優・歌手） - 出生
- エヴァ・グリーン（女優） - フランス人では5人目のボンドガール。17区育ち。

## その他ゆかりある人物
- ドミニク・ストロス＝カーン（元IMF専務理事、元フランス経済・財政大臣）
  - マルゼルブ大通り145番地にあるリセ・カルノー (Lycée Carnot) に通った。